# Giải bóng đá Vô địch Quốc gia 2023–24 (kết quả chi tiết)
Sau đây là kết quả chi tiết các trận đấu tại Giải bóng đá Vô địch Quốc gia 2023–24, có tên chính thức là Giải bóng đá Vô địch Quốc gia Night Wolf 2023–24, với 14 câu lạc bộ tham dự diễn ra từ ngày 20 tháng 10 năm 2023 đến 30 tháng 6 năm 2024.

## Lượt đi

### Vòng 1
| 20 tháng 10 năm 2023 | Hải Phòng           | 1–1                                           | LPBank Hoàng Anh Gia Lai | Ngô Quyền, Hải Phòng                                                       |  |
| 18:00                | - Lucão 81' (ph.đ.) | Chi tiết FPT Play, VTV5, VTV5TN, HTV Thể thao | - Jairo Rodrigues 90+5'  | Sân vận động: Lạch Tray Lượng khán giả: 15.000 Trọng tài: Nguyễn Đình Thái |  |

| 21 tháng 10 năm 2023 | Đông Á Thanh Hóa                                                                        | 2–2               | Hồng Lĩnh Hà Tĩnh                                                | Thành phố Thanh Hóa, Thanh Hóa                                            |  |
| 18:00                | - A Mít 20' - HLV Trưởng Velizar Popov 26' - Rimario Gordon 37' - Nguyễn Trọng Hùng 55' | Chi tiết FPT Play | - Vũ Quang Nam 9', 30' - Vũ Viết Triều 34' - Nguyễn Văn Hạnh 55' | Sân vận động: Thanh Hóa Lượng khán giả: 8.000 Trọng tài: Hoàng Thanh Bình |  |

| 22 tháng 10 năm 2023 | Sông Lam Nghệ An                          | 1–1                     | Thể Công – Viettel                                                  | Vinh, Nghệ An                                                       |  |
| 17:00                | - Trần Mạnh Quỳnh 15' - Phan Bá Quyền 79' | Chi tiết FPT Play, VTV5 | - Nguyễn Đức Chiến 8' - Jahongir Abdumuminov 40' - Vũ Văn Quyết 85' | Sân vận động: Vinh Lượng khán giả: 7.000 Trọng tài: Trần Đình Thịnh |  |

| 22 tháng 10 năm 2023 | Thép Xanh Nam Định                                                          | 2–1               | Quảng Nam                              | Thành phố Nam Định, Nam Định                                                   |  |
| 18:00                | - Hendrio Araujo 15' - Nguyễn Phong Hồng Duy 21' - Rafaelson 90+11' (ph.đ.) | Chi tiết FPT Play | - Hoàng Vũ Samson 46' - Lê Xuân Tú 75' | Sân vận động: Thiên Trường Lượng khán giả: 12.000 Trọng tài: Nguyễn Trung Kiên |  |

| 22 tháng 10 năm 2023 | Thành phố Hồ Chí Minh                                                                                 | 2–0                             | Khánh Hòa                                                    | Quận 10, Thành phố Hồ Chí Minh                                       |  |
| 19:15                | - Nguyễn Hạ Long 5' - Bùi Ngọc Long 61' - Nguyễn Minh Tùng 72' - Cheick Timité 82' - Đào Quốc Gia 86' | Chi tiết FPT Play, HTV Thể thao | - Trần Mạnh Hùng 23' - Alie Sesay 39' - Mamadou Guirassy 52' | Sân vận động: Thống Nhất Lượng khán giả: 5.000 Trọng tài: Lê Vũ Linh |  |

| 22 tháng 10 năm 2023 | Công an Hà Nội                           | 1–1               | Quy Nhơn Bình Định                                       | Đống Đa, Hà Nội                                                          |  |
| 19:15                | - Hoàng Văn Toản 81' - Júnior Fialho 84' | Chi tiết FPT Play | - Marlon Rangel 30' - Léo Artur 38' - Đỗ Thanh Thịnh 77' | Sân vận động: Hàng Đẫy Lượng khán giả: 6.000 Trọng tài: Nguyễn Viết Duẩn |  |

| 24 tháng 11 năm 2023 | Becamex Bình Dương | 0–1               | Hà Nội                                     | Thủ Dầu Một, Bình Dương                                           |  |
| 18:00                |                    | Chi tiết FPT Play | - Vũ Tiến Long 35' 42' - Phạm Tuấn Hải 63' | Sân vận động: Gò Đậu Lượng khán giả: 6.000 Trọng tài: Đỗ Thành Đệ |  |

### Vòng 2
| 27 tháng 10 năm 2023 | Thể Công – Viettel | 1–1                     | Đông Á Thanh Hóa                                                                                      | Đống Đa, Hà Nội                                                         |  |
| 19:15                | - Nguyễn Đức Chiến 26' - Phan Tuấn Tài 45+1' - Jahongir Abdumuminov 45+5' - Bùi Tiến Dũng 55' - Bruno Cantanhede 58' 90+8' (ph.đ.) - Nguyễn Xuân Kiên 90+1' | Chi tiết FPT Play, VTV5 | - Nguyễn Thái Sơn 6' - Rimario Gordon 21' - Gustavo Santos 58' - Trịnh Văn Lợi 67' - Đoàn Ngọc Hà 87' | Sân vận động: Hàng Đẫy Lượng khán giả: 4.000 Trọng tài: Nguyễn Mạnh Hải |  |

| 28 tháng 10 năm 2023 | LPBank Hoàng Anh Gia Lai | 0–3                             | Công an Hà Nội | Pleiku, Gia Lai                                                    |  |
| 17:15                | - Papé Diakité 61'       | Chi tiết FPT Play, HTV Thể thao | - Hồ Tấn Tài 6' - Phạm Văn Luân 30' - Bùi Hoàng Việt Anh 53' - Hoàng Văn Toản 61' - Phó trưởng đoàn Lê Xuân Hải 63' - Raphael Success 66' - Nguyễn Xuân Nam 87' | Sân vận động: Pleiku Lượng khán giả: 10.000 Trọng tài: Đỗ Thành Đệ |  |

| 28 tháng 10 năm 2023 | Hồng Lĩnh Hà Tĩnh                            | 1–1               | Sông Lam Nghệ An                                                                                         | Thành phố Hà Tĩnh, Hà Tĩnh                                           |  |
| 18:00                | - Ngô Xuân Toàn 90' - Đinh Thanh Trung 90+2' | Chi tiết FPT Play | - Nguyễn Văn Bách 11' - Mai Sỹ Hoàng 23' - Lê Nguyên Hoàng 40' - Phan Bá Quyền 46' - Nguyễn Văn Việt 81' | Sân vận động: Hà Tĩnh Lượng khán giả: 5.000 Trọng tài: Hoàng Ngọc Hà |  |

| 28 tháng 10 năm 2023 | Khánh Hòa                                                         | 2–3               | Thép Xanh Nam Định                                                                   | Nha Trang, Khánh Hòa                                                       |  |
| 18:00                | - Trần Văn Tùng 7' - Nguyễn Văn Hiệp 45+3' - Nguyễn Đình Mạnh 51' | Chi tiết FPT Play | - Lý Công Hoàng Anh 4' - Rafaelson 21', 41' - Nguyễn Hữu Tuấn 73' - Hồ Khắc Ngọc 78' | Sân vận động: 19 tháng 8 Lượng khán giả: 6.000 Trọng tài: Nguyễn Ngọc Châu |  |

| 29 tháng 10 năm 2023 | Quảng Nam                                                                         | 1–1                             | Thành phố Hồ Chí Minh | Cẩm Lệ, Đà Nẵng                                                    |  |
| 17:00                | - Paulo Conrado 11' (ph.đ.) - Lê Xuân Tú 18' - Mạch Ngọc Hà 34' - Stephen Eze 40' | Chi tiết FPT Play, HTV Thể thao | - Cheick Timité 31' - Paul-Georges Ntep 35' - Brendon Lucas 41' - Nguyễn Thanh Thảo 60' - Nguyễn Vũ Tín 90' - Trợ lý HLV Lê Quang Trãi 90+2' | Sân vận động: Hòa Xuân Lượng khán giả: 5.000 Trọng tài: Đỗ Anh Đức |  |

| 29 tháng 10 năm 2023 | Quy Nhơn Bình Định   | 0–2               | Becamex Bình Dương                                                                   | Quy Nhơn, Bình Định                                                   |  |
| 18:00                | - Ngô Hồng Phước 62' | Chi tiết FPT Play | - Bùi Duy Thường 17' - Janclesio Almeida 64' - Nguyễn Thành Lộc 80' - Hồ Sỹ Giáp 81' | Sân vận động: Quy Nhơn Lượng khán giả: 5.000 Trọng tài: Mai Xuân Hùng |  |

| 29 tháng 10 năm 2023 | Hà Nội                                                                         | 3–5                     | Hải Phòng                                                                  | Đống Đa, Hà Nội                                                       |  |
| 19:15                | - Joel Tagueu 16', 36', 90+12' - Nguyễn Hai Long 24' - Trương Văn Thái Quý 87' | Chi tiết FPT Play, VTV5 | - Triệu Việt Hưng 3' - Lương Hoàng Nam 60' - Lucão 77', 85', 90+3' (ph.đ.) | Sân vận động: Hàng Đẫy Lượng khán giả: 4.000 Trọng tài: Trần Ngọc Nhớ |  |

### Vòng 3
| 03 tháng 11 năm 2023 | Quy Nhơn Bình Định                                           | 3–1               | LPBank Hoàng Anh Gia Lai                        | Quy Nhơn, Bình Định                                                  |  |
| 18:00                | - Marlon Rangel 7' - Phạm Văn Thành 26' - Alan Sebastião 32' | Chi tiết FPT Play | - Châu Ngọc Quang 70' 79' - Nguyễn Đức Việt 90' | Sân vận động: Quy Nhơn Lượng khán giả: 3.000 Trọng tài: Trần Văn Lập |  |

| 03 tháng 11 năm 2023 | Thép Xanh Nam Định                                    | 2–1                     | Thành phố Hồ Chí Minh                                              | Thành phố Nam Định, Nam Định                                                 |  |
| 18:00                | - Hendrio Araujo 52', 63' (ph.đ.) - Trần Văn Công 87' | Chi tiết FPT Play, HTV1 | - Nguyễn Thanh Thảo 15' - Nguyễn Hạ Long 45+2' - Cheick Timité 77' | Sân vận động: Thiên Trường Lượng khán giả: 10.000 Trọng tài: Nguyễn Mạnh Hải |  |

| 03 tháng 11 năm 2023 | Công an Hà Nội                                                                        | 2–0                             | Hà Nội             | Đống Đa, Hà Nội                                                           |  |
| 19:15                | - Júnior Fialho 29' 90' - Jeferson Elias 42' - Geovane Magno 70' - Filip Nguyễn 90+2' | Chi tiết FPT Play, HTV Thể thao | - Vũ Tiến Long 68' | Sân vận động: Hàng Đẫy Lượng khán giả: 12.000 Trọng tài: Nguyễn Đình Thái |  |

| 04 tháng 11 năm 2023 | Quảng Nam                                   | 0–1               | Khánh Hòa                                                                                | Cẩm Lệ, Đà Nẵng                                                          |  |
| 17:00                | - Nguyễn Văn Ngọc 38' - Hoàng Vũ Samson 44' | Chi tiết FPT Play | - Nguyễn Duy Dương 13' - Nguyễn Đức Cường 55' - Mamadou Guirassy 75' - Võ Ngọc Cường 88' | Sân vận động: Hòa Xuân Lượng khán giả: 4.000 Trọng tài: Nguyễn Viết Duẩn |  |

| 04 tháng 11 năm 2023 | Becamex Bình Dương                                                                           | 1–0               | Hải Phòng                               | Thủ Dầu Một, Bình Dương                                          |  |
| 18:00                | - Prince Ibara 8' - Nguyễn Trần Việt Cường 58' - Võ Hoàng Minh Khoa 87' - Arsène Elogo 90+2' | Chi tiết FPT Play | - Đàm Tiến Dũng 9' - Phạm Mạnh Hùng 87' | Sân vận động: Gò Đậu Lượng khán giả: 6.500 Trọng tài: Lê Vũ Linh |  |

| 04 tháng 11 năm 2023 | Đông Á Thanh Hóa | 3–1                     | Sông Lam Nghệ An                                                                  | Thành phố Thanh Hóa, Thanh Hóa                                             |  |
| 18:00                | - Rimario Gordon 6' - Lê Thanh Bình 18' - Doãn Ngọc Tân 27' - HLV Trưởng Velizar Popov 50' - Phiên dịch Đỗ Văn Phúc 51' - Võ Nguyên Hoàng 71' | Chi tiết FPT Play, VTV5 | - Bùi Đình Châu 16' - Trần Mạnh Quỳnh 47' - Đinh Xuân Tiến 60' - Lê Văn Thành 83' | Sân vận động: Thanh Hóa Lượng khán giả: 8.000 Trọng tài: Nguyễn Trung Kiên |  |

| 04 tháng 11 năm 2023 | Thể Công – Viettel                                                        | 1–0                        | Hồng Lĩnh Hà Tĩnh                                 | Đống Đa, Hà Nội                                                       |  |
| 19:15                | - Trần Mạnh Cường 25' - Bùi Tiến Dũng 72' (ph.đ.) - Nhâm Mạnh Dũng 90+11' | Chi tiết FPT Play, VTV5TNB | - Lâm Anh Quang 71' 90+14' - Vũ Viết Triều 90+13' | Sân vận động: Hàng Đẫy Lượng khán giả: 5.000 Trọng tài: Trần Ngọc Nhớ |  |

### Vòng 4
| 02 tháng 12 năm 2023 | Sông Lam Nghệ An                                                                      | 4–4               | Quảng Nam                                                                                    | Vinh, Nghệ An                                                       |  |
| 17:00                | - Olaha Michael Onyedikachi 22', 26', 47' - Nguyễn Trọng Hoàng 31' - Mai Sỹ Hoàng 52' | Chi tiết FPT Play | - Eze Stephen 6', 90' - Nguyễn Đình Bắc 45+3' (ph.đ.) - Yago Ramos 60' - Nguyễn Đình Bắc 87' | Sân vận động: Vinh Lượng khán giả: 2.000 Trọng tài: Khổng Tam Cường |  |

| 02 tháng 12 năm 2023 | Khánh Hòa            | 0–2               | Đông Á Thanh Hóa | Nha Trang, Khánh Hòa                                                 |  |
| 18:00                | - Lê Duy Thanh 90+1' | Chi tiết FPT Play | - Gustavo Sant'Ana Santos 61' - Nguyễn Thái Sơn 65' - Luiz Antônio 69' - Rimario Gordon 78' 80' - Trịnh Xuân Hoàng 86' - Lâm Ti Phông 90' | Sân vận động: 19 tháng 8 Lượng khán giả: 5.000 Trọng tài: Đỗ Anh Đức |  |

| 03 tháng 12 năm 2023                                                                           | LPBank Hoàng Anh Gia Lai                    | 1–1                             | Becamex Bình Dương                            | Pleiku, Gia Lai                                                     |  |
| 17:00                                                                                          | - Lê Văn Sơn 2' - Jesus Silva Jhon Cley 88' | Chi tiết VTV5, VTV5TN, FPT Play | - Janclesio Almeida 27' - Đoàn Hải Quân 90+4' | Sân vận động: Pleiku Lượng khán giả: 5.000 Trọng tài: Hoàng Ngọc Hà |  |
| Ghi chú: Trận đấu đầu tiên của mùa giải này mà tên gọi LP Bank Hoàng Anh Gia Lai được sử dụng. |                                             |                                 |                                               |                                                                     |  |

| 03 tháng 12 năm 2023 | Hồng Lĩnh Hà Tĩnh | 2–4               | Thép Xanh Nam Định | Thành phố Hà Tĩnh, Hà Tĩnh                                        |  |
| 17:00                | - Nguyễn Văn Hạnh 25' - Trần Đình Tiến 29' - Bruno Edgar Silva Almeida 32' - Diallo Abdoulaye 49' - Nguyễn Ngọc Thắng 57' - Nguyễn Trung Học 90+1' | Chi tiết FPT Play | - Rafaelson 14', 43' 76' - Douglas Coutinho 23' - Ngô Đức Huy 33' - Hendrio Araujo 44' - Nguyễn Văn Toàn 55' - Nguyễn Phong Hồng Duy 77' - Nguyễn Đình Sơn 87' 94' | Sân vận động: Hà Tĩnh Lượng khán giả: 6.000 Trọng tài: Lê Vũ Linh |  |

| 03 tháng 12 năm 2023                                                                              | Hà Nội | 0–1                        | MerryLand Quy Nhơn Bình Định   | Đống Đa, Hà Nội                                                         |  |
| 19:15                                                                                             |        | Chi tiết FPT Play, HTV Key | - Alan Sebastiao Alexandre 65' | Sân vận động: Hàng Đẫy Lượng khán giả: 5.000 Trọng tài: Nguyễn Mạnh Hải |  |
| Ghi chú: Trận đấu đầu tiên của mùa giải này mà tên gọi Merryland Quy Nhơn Bình Định được sử dụng. |        |                            |                                |                                                                         |  |

| 03 tháng 12 năm 2023                                                                    | Thành phố Hồ Chí Minh    | 2–0                             | Thể Công – Viettel | Quận 10, Thành phố Hồ Chí Minh                                             |  |
| 19:15                                                                                   | - Cheick Timité 38', 47' | Chi tiết HTV Thể Thao, FPT Play |                    | Sân vận động: Thống Nhất Lượng khán giả: 7.000 Trọng tài: Nguyễn Viết Duẩn |  |
| Ghi chú: Trận đấu đầu tiên của mùa giải này mà tên gọi Thể Công - Viettel được sử dụng. |                          |                                 |                    |                                                                            |  |

| 04 tháng 12 năm 2023 | Hải Phòng                                                                                       | 3–1                     | Công an Hà Nội                                                                                            | Ngô Quyền, Hải Phòng                                                  |  |
| 18:00                | - Lucas Vinicius 29' - Nguyễn Tuấn Anh 32' - A Sân 43' - Mpande Joseph 59' - Nguyễn Hữu Sơn 63' | Chi tiết VTV5, FPT Play | - Nguyễn Xuân Nam 27' - Huỳnh Tấn Sinh 31' - [Phó trưởng đoàn] Lê Xuân Hải 46' 84' - Nguyễn Quang Hải 60' | Sân vận động: Lạch Tray Lượng khán giả: 13.979 Trọng tài: Ngô Duy Lân |  |

### Vòng 5
| 08 tháng 12 năm 2023 | LPBank Hoàng Anh Gia Lai                                     | 1–2                             | Thể Công – Viettel                                                                      | Pleiku, Gia Lai                                                       |  |
| 17:00                | - Trần Minh Vương 15' - Nguyễn Văn Triệu 86' - A Hoàng 90+5' | Chi tiết FPT Play, HTV Thể thao | - Bruno Cantanhede 17' - Khuất Văn Khang 11' - Bruno Cantanhede 69' - Phan Tuấn Tài 71' | Sân vận động: Pleiku Lượng khán giả: 5.000 Trọng tài: Nguyễn Mạnh Hải |  |

| 09 tháng 12 năm 2023 | MerryLand Quy Nhơn Bình Định                                                 | 2–3                     | Đông Á Thanh Hóa | Quy Nhơn, Bình Định                                                       |  |
| 18:00                | - Alan Sebastiao Alexandre 66' - Đỗ Thanh Thịnh 72' 80' - Vũ Minh Tuấn 90+2' | Chi tiết VTV5, FPT Play | - Doãn Ngọc Tân 4' 84' - Rimario Gordon 27' - A Mít 55' - Lâm Ti Phông 64' - Nguyễn Thanh Diệp 74' - Gustavo Sant'Ana Santos 90+1' | Sân vận động: Quy Nhơn Lượng khán giả: 5.000 Trọng tài: Nguyễn Trung Kiên |  |

| 09 tháng 12 năm 2023 | Thép Xanh Nam Định                                                     | 2–2                             | Công an Hà Nội                                                         | Thành phố Nam Định, Nam Định                           |  |
| 18:00                | - Trần Văn Kiên 36' - Rafaelson 85', 90+2' (ph.đ.) - Trần Văn Công 56' | Chi tiết HTV Thể thao, FPT Play | - Bùi Hoàng Việt Anh 30' - Douglas Coutinho 57' - Nguyễn Quang Hải 75' | Sân vận động: Thiên Trường Trọng tài: Nguyễn Đình Thái |  |

| 09 tháng 12 năm 2023 | Thành phố Hồ Chí Minh | 1–1                             | Hải Phòng             | Quận 10, Thành phố Hồ Chí Minh                    |  |
| 19:15                | - Nguyễn Hạ Long 2'   | Chi tiết FPT Play, HTV Thể thao | - Lương Hoàng Nam 87' | Sân vận động: Thống Nhất Trọng tài: Hoàng Ngọc Hà |  |

| 10 tháng 12 năm 2023 | Quảng Nam                                                                                                 | 1–0               | Hồng Lĩnh Hà Tĩnh                           | Cẩm Lệ, Đà Nẵng                                                          |  |
| 17:00                | - Trần Hoàng Hưng 40' - Võ Ngọc Đức 53' - Yago Goncalves Nogueira Ramos 78' - Nguyễn Vũ Hoàng Dương 90+5' | Chi tiết FPT Play | - Trần Đình Tiến 56' - Nguyễn Trung Học 72' | Sân vận động: Hòa Xuân Lượng khán giả: 4.000 Trọng tài: Nguyễn Viết Duẩn |  |

| 10 tháng 12 năm 2023 | Khánh Hòa | 0–2               | Becamex Bình Dương                                          | Nha Trang, Khánh Hòa                                                 |  |
| 18:00                |           | Chi tiết FPT Play | - Nguyễn Tiến Linh 74' - Lê Quang Hùng 77' - Bùi Vĩ Hào 90' | Sân vận động: 19 tháng 8 Lượng khán giả: 6.000 Trọng tài: Lê Vũ Linh |  |

| 10 tháng 12 năm 2023 | Hà Nội                                                                      | 2–0                     | Sông Lam Nghệ An                                                    | Đống Đa, Hà Nội                                                          |  |
| 19:15                | - Phạm Tuấn Hải 37' (ph.đ.) - Pereira Junior Delnison 40' - Lê Văn Xuân 45' | Chi tiết VTV5, FPT Play | - Nguyễn Quang Vinh 22' - Trần Đình Hoàng 27' - Raphael Success 60' | Sân vận động: Hàng Đẫy Lượng khán giả: 6.000 Trọng tài: Hoàng Thanh Bình |  |

### Vòng 6
| 15 tháng 12 năm 2023 | Công an Hà Nội                                          | 0–0               | Quảng Nam                                | Đống Đa, Hà Nội                                                         |  |
| 19:15                | - Hồ Văn Cường 5' - Huỳnh Tấn Sinh 54' - Hồ Tấn Tài 78' | Chi tiết FPT Play | - Trần Ngọc Hiệp 36' - Paulo Conrado 62' | Sân vận động: Hàng Đẫy Lượng khán giả: 8.000 Trọng tài: Trần Đình Thịnh |  |

| 16 tháng 12 năm 2023 | Hồng Lĩnh Hà Tĩnh                                | 0–4               | MerryLand Quy Nhơn Bình Định                                              | Thành phố Hà Tĩnh, Hà Tĩnh                                           |  |
| 17:00                | - Nguyễn Văn Nhuần 36' - Nguyễn Ngọc Thắng 45+2' | Chi tiết FPT Play | - Leonardo Artur De Melo 25', 81' - Alan Sebastiao Alexandre 28', 65' 72' | Sân vận động: Hà Tĩnh Lượng khán giả: 2.500 Trọng tài: Mai Xuân Hùng |  |

| 16 tháng 12 năm 2023 | Becamex Bình Dương                                                                                | 3–2                             | Thép Xanh Nam Định                                                            | Thủ Dầu Một, Bình Dương                                             |  |
| 18:00                | - Trần Đình Khương 38' - Võ Hoàng Minh Khoa 56' - Trần Văn Kiên 62' (l.n.) - Nguyễn Tiến Linh 80' | Chi tiết FPT Play, HTV Thể Thao | - Hoàng Văn Khánh 23' - Trần Văn Kiên 55' - Rafaelson 65' - Trần Ngọc Sơn 67' | Sân vận động: Gò Đậu Lượng khán giả: 8.200 Trọng tài: Hoàng Ngọc Hà |  |

| 16 tháng 12 năm 2023 | Đông Á Thanh Hóa                                                   | 1–1                     | Thành phố Hồ Chí Minh                     | Thành phố Thanh Hóa, Thanh Hóa                                           |  |
| 18:00                | - Nguyễn Thanh Long 28' - Rimario Gordon 77' - Hoàng Thái Bình 95' | Chi tiết VTV5, FPT Play | - Hồ Tuấn Tài 82' - Nguyễn Thanh Khôi 90' | Sân vận động: Thanh Hóa Lượng khán giả: 4.000 Trọng tài: Nguyễn Mạnh Hải |  |

| 17 tháng 12 năm 2023 | Sông Lam Nghệ An                                                              | 1–0               | LPBank Hoàng Anh Gia Lai | Vinh, Nghệ An                                                  |  |
| 17:00                | - Ngô Văn Lương 36' - Phan Bá Quyền 66' - Zebic Mario 82' - Ngô Văn Lương 93' | Chi tiết FPT Play |                          | Sân vận động: Vinh Lượng khán giả: 4.000 Trọng tài: Đỗ Anh Đức |  |

| 17 tháng 12 năm 2023 | Thể Công – Viettel          | 0–2                     | Hà Nội | Đống Đa, Hà Nội                                                    |  |
| 19:15                | - Nguyễn Đức Hoàng Minh 30' | Chi tiết VTV5, FPT Play | - Nguyễn Văn Quyết 11' - Phạm Xuân Mạnh 12' - Pereira Junior Delnison 44' - Marcão Silva 90' - Nguyễn Văn Trường 95' | Sân vận động: Hàng Đẫy Lượng khán giả: 7.000 Trọng tài: Lê Vũ Linh |  |

| 18 tháng 12 năm 2023 | Hải Phòng                                                                                                   | 3–1                             | Khánh Hòa                                 | Ngô Quyền, Hải Phòng                                                 |  |
| 18:00                | - Nguyễn Hữu Sơn 30' - Phạm Hoài Dương 47' 59' - Mpande Joseph 64' - Lương Hoàng Nam 84' - Đặng Văn Tới 89' | Chi tiết FPT Play, HTV Thể thao | - Trần Văn Tùng 7' - Mamadou Guirassy 89' | Sân vận động: Lạch Tray Lượng khán giả: 8.000 Trọng tài: Ngô Duy Lân |  |

### Vòng 7
| 22 tháng 12 năm 2023 | Becamex Bình Dương                                                                | 1–0               | Đông Á Thanh Hóa                                                                                              | Thủ Dầu Một, Bình Dương                                               |  |
| 18:00                | - Nguyễn Tiến Linh 40' - Lê Quang Hùng 56' - Prince Ibara 67' - Võ Minh Trọng 75' | Chi tiết FPT Play | - Đinh Tiến Thành 24' - HLV Trưởng Popov Velizar Emilov 26' - Gustavo Sant'Ana Santos 67' - Doãn Ngọc Tân 73' | Sân vận động: Gò Đậu Lượng khán giả: 7.200 Trọng tài: Trần Đình Thịnh |  |

| 22 tháng 12 năm 2023 | Khánh Hòa | 2–1                     | Công an Hà Nội | Nha Trang, Khánh Hòa                                                   |  |
| 18:00                | - Watz Landy Leazard 33', 37' - Alie Sesay 39' - Võ Ngọc Cường 63' - Huỳnh Nhật Tân 66' - Hổ 70' - Nguyễn Thành Nhân 90+2' | Chi tiết VTV5, FPT Play | - Bùi Hoàng Việt Anh 10' - Hồ Tấn Tài 43' - Bùi Tiến Dụng 68' - Huỳnh Tấn Sinh 83' - [Trợ lý HLV] Kim Woo Jae 90+3' | Sân vận động: 19 tháng 8 Lượng khán giả: 5.000 Trọng tài: Đỗ Khánh Nam |  |

| 22 tháng 12 năm 2023 | Thành phố Hồ Chí Minh                                              | 1–0                      | Sông Lam Nghệ An                                                  | Quận 10, Thành phố Hồ Chí Minh                                             |  |
| 19:15                | - Hồ Tuấn Tài 21' - Cheick Timité 77' - Vương Văn Huy 90+1' (l.n.) | Chi tiết HTVTT, FPT Play | - Nguyễn Quang Vinh 49' - Raphael Success 72' - Bùi Đình Châu 82' | Sân vận động: Thống Nhất Lượng khán giả: 4.000 Trọng tài: Nguyễn Viết Duẩn |  |

| 22 tháng 12 năm 2023 | Hà Nội                        | 1–1                     | Hồng Lĩnh Hà Tĩnh                                                    | Đống Đa, Hà Nội                                                          |  |
| 19:15                | - Pereira Junior Delnison 68' | Chi tiết FPT Play, HTV1 | - Stephen Micheal Gopey 23' - Trần Đình Tiến 30' - Lâm Anh Quang 85' | Sân vận động: Hàng Đẫy Lượng khán giả: 5.000 Trọng tài: Hoàng Thanh Bình |  |

| 23 tháng 12 năm 2023 | MerryLand Quy Nhơn Bình Định | 4–1               | Thể Công – Viettel | Quy Nhơn, Bình Định                                                 |  |
| 18:00                | - Cao Văn Triền 45' - Nguyễn Văn Đức 49', 72' - Đỗ Thanh Thịnh 62' - Alan Sebastiao Alexandre 76' - Marlon Rangel De Almeida 81' - Mạc Hồng Quân 90+4' - Adriano Schmidt 90+2' | Chi tiết FPT Play | - Trần Mạnh Cường 44' - Mohamed Essam 47' - Nguyễn Thanh Bình 56' - Nguyễn Hoàng Đức 58' - Bùi Tiến Dũng 79' - Nguyễn Hữu Thắng 90+4' | Sân vận động: Quy Nhơn Lượng khán giả: 4.500 Trọng tài: Ngô Duy Lân |  |

| 23 tháng 12 năm 2023 | Quảng Nam                                             | 2–0               | Hải Phòng              | Cẩm Lệ, Đà Nẵng                                                       |  |
| 17:00                | - Hoàng Vũ Olaleye Samson 37' - Nguyễn Đình Bắc 90+1' | Chi tiết FPT Play | - Bicou Bissainthe 65' | Sân vận động: Hòa Xuân Lượng khán giả: 3.000 Trọng tài: Trần Ngọc Ánh |  |

| 23 tháng 12 năm 2023 | Thép Xanh Nam Định                          | 3–0                             | LPBank Hoàng Anh Gia Lai | Thành phố Nam Định, Nam Định                                                 |  |
| 18:00                | - Rafaelson 19', 41' - Douglas Coutinho 84' | Chi tiết VTV5, VTV5TN, FPT Play |                          | Sân vận động: Thiên Trường Lượng khán giả: 7.000 Trọng tài: Nguyễn Ngọc Châu |  |

### Vòng 8
| 26 tháng 12 năm 2023 | Khánh Hòa          | 0–1               | Sông Lam Nghệ An                         | Nha Trang, Khánh Hòa                                                      |  |
| 18:00                | - Lê Duy Thanh 78' | Chi tiết FPT Play | - Raphael Success 64' - Mai Sỹ Hoàng 82' | Sân vận động: 19 tháng 8 Lượng khán giả: 5.000 Trọng tài: Trần Đình Thịnh |  |

| 26 tháng 12 năm 2023 | Công an Hà Nội                                                                              | 3–0               | Becamex Bình Dương  | Đống Đa, Hà Nội                                                          |  |
| 19:15                | - Junior Fialho 16' 16' 63' - Nguyễn Quang Hải 54' - Trần Tiến Đại 72' 72' - Hồ Tấn Tài 85' | Chi tiết FPT Play | - Võ Minh Trọng 67' | Sân vận động: Hàng Đẫy Lượng khán giả: 5.000 Trọng tài: Nguyễn Viết Duẩn |  |

| 26 tháng 12 năm 2023 | Thành phố Hồ Chí Minh                           | 0–1               | Hồng Lĩnh Hà Tĩnh | Quận 10, Thành phố Hồ Chí Minh                                        |  |
| 19:15                | - Paul-Georges Ntep 19' - Nguyễn Thanh Thảo 92' | Chi tiết FPT Play | - Nguyễn Ngọc Thắng 18' - Trần Đình Tiến 67' - Stephen Micheal Gopey 77' - [Trợ lý] Nguyễn Đức Cường 87' - Nguyễn Văn Hạnh 95' | Sân vận động: Thống Nhất Lượng khán giả: 3.000 Trọng tài: Đỗ Thành Đệ |  |

| 27 tháng 12 năm 2023 | Quảng Nam | 0–2               | Đông Á Thanh Hóa                                                                             | Cẩm Lệ, Đà Nẵng                                                          |  |
| 17:00                |           | Chi tiết FPT Play | - Rimario Gordon 7' - Trần Hoàng Hưng 35' (l.n.) - Đinh Viết Tú 70' - Nguyễn Trọng Phú 90+2' | Sân vận động: Hòa Xuân Lượng khán giả: 2.000 Trọng tài: Nguyễn Đình Thái |  |

| 27 tháng 12 năm 2023 | LPBank Hoàng Anh Gia Lai                                                                                      | 2–0               | Hà Nội                                    | Pleiku, Gia Lai                                                  |  |
| 17:00                | - A Hoàng 20' - Châu Ngọc Quang 21' - Jesus Silva Jhon Cley 34' 42' - Dụng Quang Nho 86' - Lê Hữu Phước 90+3' | Chi tiết FPT Play | - Lê Văn Xuân 25' - Nguyễn Văn Tùng 90+3' | Sân vận động: Pleiku Lượng khán giả: 5.000 Trọng tài: Lê Vũ Linh |  |

| 27 tháng 12 năm 2023 | Thép Xanh Nam Định                                                                             | 3–0               | Thể Công – Viettel                              | Thành phố Nam Định, Nam Định                                               |  |
| 18:00                | - Rafaelson 30' - Hendrio Araujo 38' - Nguyễn Văn Toàn 64' - Trần Văn Công 79' - Tô Văn Vũ 83' | Chi tiết FPT Play | - Nguyễn Đức Chiến 43'} - Nguyễn Thanh Bình 48' | Sân vận động: Thiên Trường Lượng khán giả: 10.000 Trọng tài: Mai Xuân Hùng |  |

| 27 tháng 12 năm 2023 | Hải Phòng             | 0–1               | MerryLand Quy Nhơn Bình Định                                                                          | Ngô Quyền, Hải Phòng                                                        |  |
| 19:15                | - Lương Hoàng Nam 31' | Chi tiết FPT Play | - Leonardo Artur De Melo 44' - Adriano Schmidt 53' - Nguyễn Văn Đức 90' - [CBPT] Võ Doãn Thục Kha 90' | Sân vận động: Lạch Tray Lượng khán giả: 10.000 Trọng tài: Nguyễn Trung Kiên |  |

### Vòng 9
| 17 tháng 2 năm 2024 | Becamex Bình Dương                                       | 1–1                                    | Quảng Nam                                             | Thủ Dầu Một, Bình Dương                                               |  |
| 18:00               | - Janclesio Almeida 78' - Trợ lý HLV Nguyễn Đức Cảnh 88' | Chi tiết FPT Play, TV360, HTV Thể Thao | - Nguyễn Tăng Tiến 74' - Janclesio Almeida 88' (l.n.) | Sân vận động: Gò Đậu Lượng khán giả: 3.000 Trọng tài: Trần Đình Thịnh |  |

| 17 tháng 2 năm 2024 | Thể Công – Viettel                              | 0–0                      | Khánh Hòa                                | Đống Đa, Hà Nội                                                       |  |
| 19:15               | - Trần Ngọc Sơn 43' - Nguyễn Đức Hoàng Minh 72' | Chi tiết FPT Play, TV360 | - Nguyễn Minh Lợi 33' - Lê Duy Thanh 40' | Sân vận động: Hàng Đẫy Lượng khán giả: 2.000 Trọng tài: Mai Xuân Hùng |  |

| 17 tháng 2 năm 2024 | Hải Phòng                                                 | 1–3                            | Thép Xanh Nam Định                                                                                  | Ngô Quyền, Hải Phòng                                                        |  |
| 19:15               | - Lucas Vinicius Gonçalves Silva 56' - Phạm Mạnh Hùng 68' | Chi tiết FPT Play, VTV5, TV360 | - Trần Văn Đạt 5' - Hendrio Araujo 20' - Hồ Khắc Ngọc 38' - Rafaelson 83' - Lý Công Hoàng Anh 90+1' | Sân vận động: Lạch Tray Lượng khán giả: 18.421 Trọng tài: Nguyễn Trung Kiên |  |

| 18 tháng 2 năm 2024 | Hồng Lĩnh Hà Tĩnh                        | 1–0                      | LPBank Hoàng Anh Gia Lai | Thành phố Hà Tĩnh, Hà Tĩnh                                           |  |
| 17:00               | - Trần Đình Tiến 72' - Vũ Viết Triều 90' | Chi tiết FPT Play, TV360 | - Trần Thanh Sơn 54'     | Sân vận động: Hà Tĩnh Lượng khán giả: 5.000 Trọng tài: Hoàng Ngọc Hà |  |

| 18 tháng 2 năm 2024 | Sông Lam Nghệ An                                                                 | 2–0                               | MerryLand Quy Nhơn Bình Định | Vinh, Nghệ An                                                       |  |
| 18:00               | - Đặng Văn Lắm 30' - Phan Bá Quyền 45+2' - Vương Văn Huy 49' - Phan Xuân Đại 57' | Chi tiết FPT Play, TV360; HTV Key | - Phạm Văn Thành 55'         | Sân vận động: Vinh Lượng khán giả: 4.000 Trọng tài: Nguyễn Mạnh Hải |  |

| 18 tháng 2 năm 2024 | Đông Á Thanh Hóa                                                           | 2–0                      | Hà Nội                   | Thành phố Thanh Hóa, Thanh Hóa                                       |  |
| 18:00               | - A Mít 44' - Rimario Gordon 48' - Luiz Antônio 90' - Doãn Ngọc Tân 90+14' | Chi tiết FPT Play, TV360 | - Nguyễn Thành Chung 34' | Sân vận động: Thanh Hóa Lượng khán giả: 9.000 Trọng tài: Ngô Duy Lân |  |

| 18 tháng 2 năm 2024 | Công an Hà Nội | 2–0                            | Thành phố Hồ Chí Minh | Đống Đa, Hà Nội                                                          |  |
| 19:15               | - Lê Phạm Thành Long 8' - Jeferson Elias 25' - Geovane Magno 28' - Giáp Tuấn Dương 37' - Trần Văn Trung 73' - Hồ Ngọc Thắng 83' | Chi tiết FPT Play, VTV5, TV360 |                       | Sân vận động: Hàng Đẫy Lượng khán giả: 8.000 Trọng tài: Hoàng Thanh Bình |  |

### Vòng 10
| 23 tháng 2 năm 2024 | LPBank Hoàng Anh Gia Lai            | 0–0                      | Quảng Nam                                  | Pleiku, Gia Lai                                                         |  |
| 17:00               | - Võ Đình Lâm 27' - Jhon Cley 90+3' | Chi tiết FPT Play, TV360 | - Pierre Lamothe 39' - Trần Hoàng Hưng 73' | Sân vận động: Pleiku Lượng khán giả: 6.000 Trọng tài: Nguyễn Trung Kiên |  |

| 23 tháng 2 năm 2024 | Hồng Lĩnh Hà Tĩnh                                              | 1–0                      | Khánh Hòa           | Thành phố Hà Tĩnh, Hà Tĩnh                                        |  |
| 17:00               | - Vũ Quang Nam 36' - Trần Văn Bửu 53' - Abdoulaye Diallo 90+5' | Chi tiết FPT Play, TV360 | - Võ Ngọc Cường 33' | Sân vận động: Hà Tĩnh Lượng khán giả: 3.000 Trọng tài: Đỗ Anh Đức |  |

| 23 tháng 2 năm 2024 | Sông Lam Nghệ An      | 0–1                            | Công an Hà Nội                                                                                            | Vinh, Nghệ An                                                     |  |
| 18:00               | - Nguyễn Văn Việt 58' | Chi tiết FPT Play, VTV5, TV360 | - Phạm Văn Luân 38' - Bùi Hoàng Việt Anh 65' - Filip Nguyễn 67' - Jeferson Elias 74' - Huỳnh Tấn Sinh 90' | Sân vận động: Vinh Lượng khán giả: 7.000 Trọng tài: Mai Xuân Hùng |  |

| 23 tháng 2 năm 2024 | Đông Á Thanh Hóa                                                                      | 3–2                      | Hải Phòng                                        | Thành phố Thanh Hóa, Thanh Hóa                                            |  |
| 18:00               | - Lâm Ti Phông 24' - Nguyễn Thanh Long 41' - Trịnh Văn Lợi 45+6' - Rimario Gordon 76' | Chi tiết FPT Play, TV360 | - Nguyễn Tuấn Anh 29' - Bicou Bissainthe 57' 70' | Sân vận động: Thanh Hóa Lượng khán giả: 5.000 Trọng tài: Nguyễn Viết Duẩn |  |

| 23 tháng 2 năm 2024 | Thể Công – Viettel                                                | 0–1                                    | Becamex Bình Dương                                  | Đống Đa, Hà Nội                                                       |  |
| 19:15               | - Nguyễn Đức Chiến 57' - Bùi Tiến Dũng 64' - Phạm Văn Phong 90+5' | Chi tiết FPT Play, TV360, HTV Thể Thao | - Prince Ibara 72' (ph.đ.) - Võ Hoàng Minh Khoa 88' | Sân vận động: Hàng Đẫy Lượng khán giả: 3.500 Trọng tài: Trần Ngọc Nhớ |  |

| 24 tháng 2 năm 2024 | MerryLand Quy Nhơn Bình Định       | 2–1                                    | Thép Xanh Nam Định                    | Quy Nhơn, Bình Định                                                      |  |
| 18:00               | - Léo Artur 42' - Hà Đức Chinh 52' | Chi tiết FPT Play, TV360, HTV Thể Thao | - Rafaelson 22' - Dương Thanh Hào 62' | Sân vận động: Quy Nhơn Lượng khán giả: 6.000 Trọng tài: Nguyễn Ngọc Châu |  |

| 24 tháng 2 năm 2024 | Hà Nội                                                               | 3–1                            | Thành phố Hồ Chí Minh                                                          | Đống Đa, Hà Nội                                                         |  |
| 19:15               | - Denílson Júnior 15' - Nguyễn Hai Long 68' - Nguyễn Văn Quyết 90+4' | Chi tiết FPT Play, VTV5, TV360 | - Cheick Timité 5' - Nguyễn Thanh Khôi 43' - Lâm Thuận 86' - Brendon Lucas 87' | Sân vận động: Hàng Đẫy Lượng khán giả: 2.000 Trọng tài: Nguyễn Mạnh Hải |  |

### Vòng 11
| 27 tháng 2 năm 2024 | Quảng Nam                                  | 2–0                      | Thể Công – Viettel    | Cẩm Lệ, Đà Nẵng                                                          |  |
| 17:00               | - Lê Xuân Tú 26', 38' - Pierre Lamothe 53' | Chi tiết FPT Play, TV360 | - Trần Mạnh Cường 61' | Sân vận động: Hòa Xuân Lượng khán giả: 3.000 Trọng tài: Nguyễn Viết Duẩn |  |

| 27 tháng 2 năm 2024 | Khánh Hòa              | 0–0                                    | LPBank Hoàng Anh Gia Lai | Nha Trang, Khánh Hòa                                                      |  |
| 18:00               | - Nguyễn Đức Cường 61' | Chi tiết FPT Play, TV360, HTV Thể Thao | - Huỳnh Tấn Tài 90+2'    | Sân vận động: 19 tháng 8 Lượng khán giả: 5.000 Trọng tài: Nguyễn Mạnh Hải |  |

| 27 tháng 2 năm 2024 | Công an Hà Nội | 3–1                            | Đông Á Thanh Hóa                                                                  | Đống Đa, Hà Nội                                                      |  |
| 19:15               | - Hồ Tấn Tài 12' 45+2' - Geovane Magno 33' - Nguyễn Quang Hải 60' - Vũ Văn Thanh 81' (ph.đ.) - Giáp Tuấn Dương 90+1' | Chi tiết FPT Play, TV360, VTV5 | - Rimario Gordon 52' - Lê Văn Thắng 74' - Luiz Antônio 80' - Lê Quốc Phương 90+4' | Sân vận động: Hàng Đẫy Lượng khán giả: 12.000 Trọng tài: Ngô Duy Lân |  |

| 27 tháng 2 năm 2024 | Hải Phòng                                     | 2–2                      | Sông Lam Nghệ An                                                    | Ngô Quyền, Hải Phòng                                                   |  |
| 19:15               | - Joseph Mpande 23', 59' - Nguyễn Hữu Sơn 65' | Chi tiết FPT Play, TV360 | - Đinh Xuân Tiến 6' - Phan Bá Quyền 29' - Michael Olaha 89' (ph.đ.) | Sân vận động: Lạch Tray Lượng khán giả: 7.000 Trọng tài: Hoàng Ngọc Hà |  |

| 28 tháng 2 năm 2024 | Thép Xanh Nam Định                                            | 3–2                      | Hà Nội                                                                                      | Thành phố Nam Định, Nam Định                                                  |  |
| 18:00               | - Nguyễn Văn Toàn 65' - Rafaelson 90+5' - Nguyễn Văn Vĩ 90+7' | Chi tiết FPT Play, TV360 | - Phạm Xuân Mạnh 76' - Phạm Tuấn Hải 90+3' - Denílson Júnior 90+10' - Brandon Wilson 90+12' | Sân vận động: Thiên Trường Lượng khán giả: 11.000 Trọng tài: Hoàng Thanh Bình |  |

| 28 tháng 2 năm 2024 | Becamex Bình Dương                                                                              | 1–0                      | Hồng Lĩnh Hà Tĩnh                                                                                  | Thủ Dầu Một, Bình Dương                                          |  |
| 18:00               | - Joseph Onoja 41' - Janclesio Almeida 60' - Charles Atshimene 72' 87' - Võ Hoàng Minh Khoa 85' | Chi tiết FPT Play, TV360 | - Nguyễn Xuân Hùng 62' - Nguyễn Trọng Hoàng 63' - Vũ Viết Triều 90+2' - CBPTKT Lê Quốc Vượng 90+5' | Sân vận động: Gò Đậu Lượng khán giả: 4.000 Trọng tài: Lê Vũ Linh |  |

| 28 tháng 2 năm 2024 | Thành phố Hồ Chí Minh                                           | 2–1                                    | MerryLand Quy Nhơn Bình Định           | Quận 10, Thành phố Hồ Chí Minh                                            |  |
| 19:15               | - Ngô Tùng Quốc 62' - Wander Luiz 73' (ph.đ.) - Võ Huy Toàn 78' | Chi tiết FPT Play, TV360, HTV Thể Thao | - Đỗ Thanh Thịnh 20' - Lê Ngọc Bảo 52' | Sân vận động: Thống Nhất Lượng khán giả: 5.000 Trọng tài: Trần Đình Thịnh |  |

### Vòng 12
| 02 tháng 3 năm 2024 | Đông Á Thanh Hóa           | 1–2                      | LPBank Hoàng Anh Gia Lai                                                             | Thành phố Thanh Hóa, Thanh Hóa                                            |  |
| 18:00               | - Luiz Antônio 67' (ph.đ.) | Chi tiết FPT Play, TV360 | - Trần Minh Vương 32' - Trần Thanh Sơn 45' - João Veras 76' - Nguyễn Quốc Việt 90+9' | Sân vận động: Thanh Hóa Lượng khán giả: 5.000 Trọng tài: Nguyễn Đình Thái |  |

| 02 tháng 3 năm 2024 | Hải Phòng                                                                                     | 1–1                            | Thể Công – Viettel                                            | Ngô Quyền, Hải Phòng                                                 |  |
| 19:15               | - Bicou Bissainthe 30' - Bùi Tiến Dũng 45+1' (l.n.) - Đàm Tiến Dũng 60' - Triệu Việt Hưng 72' | Chi tiết FPT Play, VTV5, TV360 | - Trần Mạnh Cường 44' - Vũ Văn Quyết 71' - Nhâm Mạnh Dũng 86' | Sân vận động: Lạch Tray Lượng khán giả: 9.000 Trọng tài: Ngô Duy Lân |  |

| 03 tháng 3 năm 2024 | Quảng Nam                                                                   | 1–1                                    | MerryLand Quy Nhơn Bình Định                                  | Cẩm Lệ, Đà Nẵng                                                         |  |
| 17:00               | - Pierre Lamothe 75' - Nguyễn Văn Trạng 90+2' - HLV Trưởng Văn Sỹ Sơn 90+3' | Chi tiết FPT Play, TV360; HTV Thể Thao | - Cao Văn Triền 60' - Vũ Minh Tuấn 85' - Nguyễn Văn Đức 90+5' | Sân vận động: Hòa Xuân Lượng khán giả: 3.000 Trọng tài: Nguyễn Mạnh Hải |  |

| 03 tháng 3 năm 2024 | Sông Lam Nghệ An   | 0–1                      | Thép Xanh Nam Định                          | Vinh, Nghệ An                                                         |  |
| 18:00               | - Đặng Văn Lắm 63' | Chi tiết FPT Play, TV360 | - Lucas Alves 24' 71' - Tô Văn Vũ 68' 90+5' | Sân vận động: Vinh Lượng khán giả: 7.000 Trọng tài: Nguyễn Trung Kiên |  |

| 03 tháng 3 năm 2024 | Khánh Hòa                                 | 0–1                      | Hà Nội                                                        | Nha Trang, Khánh Hòa                                                 |  |
| 18:00               | - Nguyễn Minh Lợi 46' - Bùi Đình Châu 49' | Chi tiết FPT Play, TV360 | - Joel Tagueu 29' - Brandon Wilson 41' - Nguyễn Văn Quyết 58' | Sân vận động: 19 tháng 8 Lượng khán giả: 6.500 Trọng tài: Lê Vũ Linh |  |

| 03 tháng 3 năm 2024 | Công an Hà Nội                                                        | 1–1                            | Hồng Lĩnh Hà Tĩnh                          | Đống Đa, Hà Nội                                                          |  |
| 19:15               | - Nguyễn Quang Hải 35' 90+1' - Giáp Tuấn Dương 57' - Vũ Văn Thanh 74' | Chi tiết FPT Play, VTV5, TV360 | - Viktor Le 43' - Prince Ibara 58' (ph.đ.) | Sân vận động: Hàng Đẫy Lượng khán giả: 10.000 Trọng tài: Trần Đình Thịnh |  |

| 03 tháng 3 năm 2024 | Thành phố Hồ Chí Minh                 | 1–0                                    | Becamex Bình Dương                           | Quận 10, Thành phố Hồ Chí Minh                                          |  |
| 19:15               | - Võ Huy Toàn 30' - Brendon Lucas 69' | Chi tiết FPT Play, TV360; HTV Thể Thao | - Nguyễn Hải Huy 14' - Janclesio Almeida 75' | Sân vận động: Thống Nhất Lượng khán giả: 6.000 Trọng tài: Hoàng Ngọc Hà |  |

### Vòng 13
| 08 tháng 3 năm 2024 | Hồng Lĩnh Hà Tĩnh                          | 1–1                      | Hải Phòng                                                  | Thành phố Hà Tĩnh, Hà Tĩnh                                        |  |
| 17:00               | - Abdoulaye Diallo 63' - Vũ Viết Triều 82' | Chi tiết FPT Play, TV360 | - Nguyễn Văn Đạt 17' - Hồ Minh Dĩ 21' - Lê Mạnh Dũng 45+3' | Sân vận động: Hà Tĩnh Lượng khán giả: 5.000 Trọng tài: Đỗ Anh Đức |  |

| 08 tháng 3 năm 2024 | Thép Xanh Nam Định                                                                                        | 1–1                                    | Đông Á Thanh Hóa                                                        | Thành phố Nam Định, Nam Định                                                  |  |
| 18:00               | - Tô Văn Vũ 35' - Rafaelson 58' - Nguyễn Phong Hồng Duy 70' - Dương Thanh Hào 79' - Nguyễn Hữu Tuấn 90+5' | Chi tiết HTV Thể Thao, FPT Play, TV360 | - Đinh Tiến Thành 7' - Nguyễn Thái Sơn 64' - Luiz Antônio 90+5' (ph.đ.) | Sân vận động: Thiên Trường Lượng khán giả: 14.000 Trọng tài: Nguyễn Viết Duẩn |  |

| 08 tháng 3 năm 2024 | Hà Nội                                                                                | 3–1                            | Quảng Nam                                                           | Đống Đa, Hà Nội                                                          |  |
| 19:15               | - Joel Tagueu 10' - Phạm Xuân Mạnh 28' 45+2' - Phạm Tuấn Hải 33' - Brandon Wilson 68' | Chi tiết FPT Play, VTV5, TV360 | - Hoàng Vũ Samson 65' - Pierre Lamothe 90' - Nguyễn Tăng Tiến 90+4' | Sân vận động: Hàng Đẫy Lượng khán giả: 5.500 Trọng tài: Nguyễn Đình Thái |  |

| 09 tháng 3 năm 2024 | LPBank Hoàng Anh Gia Lai | 2–1                                    | Thành phố Hồ Chí Minh                                                                                                | Pleiku, Gia Lai                                                        |  |
| 17:00               | - Dụng Quang Nho 20' - Châu Ngọc Quang 26' - Lê Văn Sơn 73' - Bùi Tiến Dũng 86' - Đinh Thanh Bình 88' - Huỳnh Tấn Tài 90+5' | Chi tiết HTV Thể Thao, FPT Play, TV360 | - Cheick Timité 28' - Nguyễn Minh Tùng 45' - Bùi Ngọc Long 57' - HLV Trưởng Phùng Thanh Phương 60' - Võ Huy Toàn 67' | Sân vận động: Pleiku Lượng khán giả: 6.000 Trọng tài: Nguyễn Ngọc Châu |  |

| 09 tháng 3 năm 2024 | Becamex Bình Dương                                                                 | 3–2                      | Sông Lam Nghệ An                                                                | Thủ Dầu Một, Bình Dương                                               |  |
| 18:00               | - Joseph Onoja 12' - Nguyễn Tiến Linh 28' (ph.đ.), 52' - Charles Atshimene 80' 89' | Chi tiết FPT Play, TV360 | - Mario Zebić 27' - Vương Văn Huy 55' - Michael Olaha 84' - Trần Mạnh Quỳnh 87' | Sân vận động: Gò Đậu Lượng khán giả: 4.500 Trọng tài: Trần Đình Thịnh |  |

| 09 tháng 3 năm 2024 | MerryLand Quy Nhơn Bình Định                                | 2–2                      | Khánh Hòa                                                                                            | Quy Nhơn, Bình Định                                                  |  |
| 18:00               | - Léo Artur 25' - Đỗ Thanh Thịnh 29' - Mạc Hồng Quân 90+10' | Chi tiết FPT Play, TV360 | - Douglas Coutinho 11', 89' - Đoàn Công Thành 33' - Watz Leazard 39' - Hổ 85' - Huỳnh Nhật Tân 90+1' | Sân vận động: Quy Nhơn Lượng khán giả: 4.000 Trọng tài: Đỗ Khánh Nam |  |

| 09 tháng 3 năm 2024 | Thể Công – Viettel | 3–0                            | Công an Hà Nội                                                                 | Đống Đa, Hà Nội                                                          |  |
| 19:15               | - Nhâm Mạnh Dũng 32' 75' 80' - Nguyễn Huy Hùng 34' - Pedro Henrique 45' - Khuất Văn Khang 70' - Jakhongir Abdumuminov 88' | Chi tiết FPT Play, VTV5, TV360 | - Jeferson Elias 27' - Hoàng Văn Toản 52' - Hồ Tấn Tài 63' - Júnior Fialho 79' | Sân vận động: Hàng Đẫy Lượng khán giả: 8.000 Trọng tài: Hoàng Thanh Bình |  |

## Lượt về

### Vòng 14
| 30 tháng 3 năm 2024 | LPBank Hoàng Anh Gia Lai                                                                                    | 1–1                      | Khánh Hòa                                          | Pleiku, Gia Lai                                                     |  |
| 17:00               | - Gabriel Ferreira 15' - Châu Ngọc Quang 19' - Trần Thanh Sơn 23' - Phan Du Học 76' - Nguyễn Thanh Nhân 88' | Chi tiết FPT Play, TV360 | - Jairo Rodrigues 24' (l.n.) - Nguyễn Minh Lợi 86' | Sân vận động: Pleiku Lượng khán giả: 5.500 Trọng tài: Hoàng Ngọc Hà |  |

| 30 tháng 3 năm 2024 | Sông Lam Nghệ An                       | 0–0                            | Hải Phòng            | Vinh, Nghệ An                                                       |  |
| 18:00               | - Mai Sỹ Hoàng 34' - Phan Bá Quyền 42' | Chi tiết FPT Play, VTV5, TV360 | - Nguyễn Văn Đạt 80' | Sân vận động: Vinh Lượng khán giả: 3.000 Trọng tài: Trần Đình Thịnh |  |

| 30 tháng 3 năm 2024 | Thể Công – Viettel                                                                   | 3–2                      | Quảng Nam                                                                                | Đống Đa, Hà Nội                                                      |  |
| 19:15               | - Phan Tuấn Tài 56' - Stephen Eze 71' (l.n.) - Pedro Henrique 78' - João Pedro 90+5' | Chi tiết FPT Play, TV360 | - Paulo Conrado 24' 63' - Ngân Văn Đại 34' - Phù Trung Phong 45+1' - Nguyễn Văn Công 76' | Sân vận động: Hàng Đẫy Lượng khán giả: 4.000 Trọng tài: Đỗ Khánh Nam |  |

| 31 tháng 3 năm 2024 | Hồng Lĩnh Hà Tĩnh                                                                  | 2–0                      | Becamex Bình Dương      | Thành phố Hà Tĩnh, Hà Tĩnh                                        |  |
| 17:00               | - Trần Văn Bửu 11' - Trần Đình Tiến 43' - Prince Ibara 52' - Nguyễn Thanh Tùng 85' | Chi tiết FPT Play, TV360 | - Janclesio Almeida 28' | Sân vận động: Hà Tĩnh Lượng khán giả: 5.000 Trọng tài: Đỗ Anh Đức |  |

| 31 tháng 3 năm 2024 | Đông Á Thanh Hóa | 0–2                            | Công an Hà Nội                                                     | Thành phố Thanh Hóa, Thanh Hóa                                            |  |
| 18:00               | - Đinh Tiến Thành 17' - Lê Văn Thắng 49' 90+3' - Đinh Viết Tú 52' - Lê Quốc Phương 90+3' - CBPTKT Nguyễn Chí Công 90+5' | Chi tiết HTV1, FPT Play, TV360 | - Lê Phạm Thành Long 15' - Jeferson Elias 67' - Phan Văn Đức 90+5' | Sân vận động: Thanh Hóa Lượng khán giả: 8.000 Trọng tài: Nguyễn Viết Duẩn |  |

| 31 tháng 3 năm 2024 | MerryLand Quy Nhơn Bình Định                                                      | 1–1                               | Thành phố Hồ Chí Minh                                          | Quy Nhơn, Bình Định                                                |  |
| 18:00               | - Alan Sebastião 56' - Phạm Văn Thành 63' - Trịnh Đức Lợi 65' - Marlon Rangel 86' | Chi tiết HTV Key, FPT Play, TV360 | - Santiago Patiño 37' - Sầm Ngọc Đức 45+1' - Cheick Timité 72' | Sân vận động: Quy Nhơn Lượng khán giả: 6.000 Trọng tài: Lê Vũ Linh |  |

| 31 tháng 3 năm 2024 | Hà Nội                                                                      | 1–2                            | Thép Xanh Nam Định                                       | Đống Đa, Hà Nội                                                          |  |
| 19:15               | - Nguyễn Văn Quyết 24' 48' - HLV Trưởng Iwamasa Daiki 38' - Joel Tagueu 76' | Chi tiết FPT Play, VTV5, TV360 | - Rafaelson 14' - Hendrio Araujo 83' - Lucas Alves 90+5' | Sân vận động: Hàng Đẫy Lượng khán giả: 10.000 Trọng tài: Nguyễn Mạnh Hải |  |

### Vòng 15
| 04 tháng 4 năm 2024 | Quảng Nam                               | 1–1                      | LPBank Hoàng Anh Gia Lai                                            | Cẩm Lệ, Đà Nẵng                                                          |  |
| 17:00               | - Hoàng Vũ Samson 16' - Stephen Eze 63' | Chi tiết FPT Play, TV360 | - Gabriel Ferreira 13' - Dụng Quang Nho 75' - Nguyễn Đức Việt 90+3' | Sân vận động: Hòa Xuân Lượng khán giả: 2.000 Trọng tài: Nguyễn Ngọc Châu |  |

| 04 tháng 4 năm 2024 | Becamex Bình Dương     | 0–0                      | Thể Công – Viettel                            | Thủ Dầu Một, Bình Dương                                          |  |
| 18:00               | - Trần Đình Khương 23' | Chi tiết FPT Play, TV360 | - Nguyễn Đức Chiến 70' - Nguyễn Hồng Phúc 70' | Sân vận động: Gò Đậu Lượng khán giả: 4.500 Trọng tài: Lê Vũ Linh |  |

| 04 tháng 4 năm 2024 | Khánh Hòa              | 0–1                      | Hồng Lĩnh Hà Tĩnh                            | Nha Trang, Khánh Hòa                                                      |  |
| 18:00               | - Đỗ Trường Trân 90+5' | Chi tiết FPT Play, TV360 | - Nguyễn Văn Hạnh 53' - Abdoulaye Diallo 82' | Sân vận động: 19 tháng 8 Lượng khán giả: 6.000 Trọng tài: Trần Đình Thịnh |  |

| 04 tháng 4 năm 2024 | Công an Hà Nội                                  | 2–0                            | Sông Lam Nghệ An    | Đống Đa, Hà Nội                                                        |  |
| 19:15               | - Vũ Văn Thanh 59' - Nguyễn Quang Hải 90' 90+4' | Chi tiết FPT Play, TV360, VTV5 | - Michael Olaha 88' | Sân vận động: Hàng Đẫy Lượng khán giả: 11.000 Trọng tài: Mai Xuân Hùng |  |

| 04 tháng 4 năm 2024 | Thành phố Hồ Chí Minh                                    | 1–3                                    | Hà Nội                                                                             | Quận 10, Thành phố Hồ Chí Minh                                        |  |
| 19:15               | - Chu Văn Kiên 6' - Cheick Timité 67' - Đào Quốc Gia 72' | Chi tiết FPT Play, TV360, HTV Thể Thao | - Vũ Đình Hai 4' - Phạm Xuân Mạnh 52' - Nguyễn Văn Quyết 55' - Nguyễn Hai Long 88' | Sân vận động: Thống Nhất Lượng khán giả: 5.000 Trọng tài: Ngô Duy Lân |  |

| 05 tháng 4 năm 2024 | Thép Xanh Nam Định        | 2–4                            | MerryLand Quy Nhơn Bình Định | Thành phố Nam Định, Nam Định                                                  |  |
| 18:00               | - Hendrio Araujo 30', 66' | Chi tiết FPT Play, TV360, VTV5 | - Nguyễn Văn Đức 15' - CBPTKT Võ Doãn Thục Kha 44' - Alan Sebastião 53' - Cao Văn Triền 60' - Đỗ Văn Thuận 62' - Trịnh Đức Lợi 69' - Léo Artur 74' - Vũ Minh Tuấn 90' | Sân vận động: Thiên Trường Lượng khán giả: 15.000 Trọng tài: Hoàng Thanh Bình |  |

| 05 tháng 4 năm 2024 | Hải Phòng                                                                                              | 2–0                                    | Đông Á Thanh Hóa                                                            | Ngô Quyền, Hải Phòng                                                       |  |
| 19:15               | - Nguyễn Hữu Sơn 15' - Đàm Tiến Dũng 19' - Bicou Bissainthe 23' 81' - Nguyễn Nhật Minh 38' - Lucão 71' | Chi tiết FPT Play, TV360, HTV Thể Thao | - Trịnh Văn Lợi 13' - Benjamin Van Meurs 19' - HLV Trưởng Velizar Popov 60' | Sân vận động: Lạch Tray Lượng khán giả: 6.000 Trọng tài: Nguyễn Trung Kiên |  |

### Vòng 16
| 03 tháng 5 năm 2024 | Hồng Lĩnh Hà Tĩnh                                                                                         | 1–2                                    | Quảng Nam | Thành phố Hà Tĩnh, Hà Tĩnh                                              |  |
| 18:00               | - Lâm Anh Quang 23' - Trần Văn Bửu 45+1' - Trần Phi Sơn 68' 68' - Nguyễn Văn Hạnh 70' - Bruno Ramires 75' | Chi tiết FPT Play, TV360, HTV Thể Thao | - Võ Văn Toàn 11' - Yago Ramos 14' - Nguyễn Vũ Hoàng Dương 52' - Phan Thanh Hậu 82' - Paulo Conrado 85' - Nhân viên vật lý trị liệu Phan Thanh Hải 90+4' - HLV Trưởng Văn Sỹ Sơn STĐ' | Sân vận động: Hà Tĩnh Lượng khán giả: 3.000 Trọng tài: Hoàng Thanh Bình |  |

| 04 tháng 5 năm 2024 | Sông Lam Nghệ An                        | 1–1                      | Hà Nội                                                             | Vinh, Nghệ An                                                        |  |
| 17:00               | - Phan Xuân Đại 21' - Michael Olaha 45' | Chi tiết FPT Play, TV360 | - Phạm Tuấn Hải 37' - Nguyễn Hai Long 75' - Nguyễn Thành Chung 89' | Sân vận động: Vinh Lượng khán giả: 2.000 Trọng tài: Nguyễn Viết Duẩn |  |

| 04 tháng 5 năm 2024 | Becamex Bình Dương                                  | 3–1                      | Khánh Hòa          | Thủ Dầu Một, Bình Dương                                             |  |
| 18:00               | - Nguyễn Tiến Linh 12' - Charles Atshimene 14', 75' | Chi tiết FPT Play, TV360 | - Trần Đình Kha 3' | Sân vận động: Gò Đậu Lượng khán giả: 2.500 Trọng tài: Mai Xuân Hùng |  |

| 04 tháng 5 năm 2024 | Đông Á Thanh Hóa | 0–0                      | MerryLand Quy Nhơn Bình Định                                | Thành phố Thanh Hóa, Thanh Hóa                                           |  |
| 18:00               |                  | Chi tiết FPT Play, TV360 | - Trịnh Đức Lợi 66' - Vũ Minh Tuấn 71' - Đặng Văn Lâm 90+3' | Sân vận động: Thanh Hóa Lượng khán giả: 3.000 Trọng tài: Nguyễn Mạnh Hải |  |

| 04 tháng 5 năm 2024 | Công an Hà Nội                                                                              | 2–3                            | Thép Xanh Nam Định | Đống Đa, Hà Nội                                                           |  |
| 19:15               | - Nguyễn Quang Hải 6' - Geovane Magno 45+5' - GĐKT Trần Tiến Đại 45+6' - Jeferson Elias 53' | Chi tiết FPT Play, TV360, VTV5 | - Nguyễn Văn Toàn 23' - Lý Công Hoàng Anh 28' - Rafaelson 35' - Phiên dịch Ngô Thành Vinh 45+3' - GĐKT Nguyễn Trung Kiên 45+6' - Trần Văn Đạt 47' - Hendrio Araujo 80' (ph.đ.) - Bác sỹ Nguyễn Văn Khánh 90+5' | Sân vận động: Hàng Đẫy Lượng khán giả: 10.000 Trọng tài: Nguyễn Đình Thái |  |

| 04 tháng 5 năm 2024 | Hải Phòng                                   | 2–0                                    | Thành phố Hồ Chí Minh | Ngô Quyền, Hải Phòng                                                   |  |
| 19:15               | - Triệu Việt Hưng 60' - Lucão 90+4' (ph.đ.) | Chi tiết FPT Play, TV360, HTV Thể Thao |                       | Sân vận động: Lạch Tray Lượng khán giả: 4.000 Trọng tài: Hoàng Ngọc Hà |  |

| 05 tháng 5 năm 2024 | Thể Công – Viettel | 0–1                      | LPBank Hoàng Anh Gia Lai | Đống Đa, Hà Nội                                                     |  |
| 19:15               |                    | Chi tiết FPT Play, TV360 | - Lê Văn Sơn 1' - Đinh Thanh Bình 8' - Trần Thanh Sơn 16' - Bùi Tiến Dũng 26' (l.n.) - Châu Ngọc Quang 67' - HLV Trưởng Vũ Tiến Thành 78' | Sân vận động: Hàng Đẫy Lượng khán giả: 5.000 Trọng tài: Ngô Duy Lân |  |

### Vòng 17
| 08 tháng 5 năm 2024 | Quảng Nam                                                                                | 2–0                                    | Công an Hà Nội         | Cẩm Lệ, Đà Nẵng                                                    |  |
| 17:00               | - Phan Thanh Hậu 36' - Stephen Eze 44' - Nguyễn Văn Trạng 69' - Hoàng Vũ Samson 78', 87' | Chi tiết FPT Play, TV360, HTV Thể Thao | - Vũ Văn Thanh 56' 65' | Sân vận động: Hòa Xuân Lượng khán giả: 2.000 Trọng tài: Lê Vũ Linh |  |

| 08 tháng 5 năm 2024 | Thép Xanh Nam Định              | 3–1                      | Becamex Bình Dương                        | Thành phố Nam Định, Nam Định                                                   |  |
| 18:00               | - Rafaelson 45+1', 75', 82' 62' | Chi tiết FPT Play, TV360 | - Võ Hoàng Minh Khoa 26' - Bùi Vĩ Hào 65' | Sân vận động: Thiên Trường Lượng khán giả: 15.000 Trọng tài: Nguyễn Trung Kiên |  |

| 08 tháng 5 năm 2024 | Khánh Hòa                                                                                  | 2–4                      | Hải Phòng | Nha Trang, Khánh Hòa                                                    |  |
| 18:00               | - Trần Đình Kha 22' - Nguyễn Minh Lợi 45' - Watz Landy Leazard 45+1' - Trần Trọng Hiếu 73' | Chi tiết FPT Play, TV360 | - Lương Hoàng Nam 20' - Phạm Trung Hiếu 41' - Joseph Mpande 59' - Lê Mạnh Dũng 72' - Nguyễn Đình Triệu 74' - Lucão 84' - Nguyễn Tuấn Anh 90' - Đặng Văn Tới 90+5' - Nguyễn Văn Minh 90+5' | Sân vận động: 19 tháng 8 Lượng khán giả: 3.000 Trọng tài: Mai Xuân Hùng |  |

| 08 tháng 5 năm 2024 | MerryLand Quy Nhơn Bình Định                                                         | 2–0                      | Hồng Lĩnh Hà Tĩnh                                        | Quy Nhơn, Bình Định                                                  |  |
| 18:00               | - Đỗ Văn Thuận 37' - Alan Sebastião 50' 51' - Nguyễn Văn Đức 77' - Marlon Rangel 85' | Chi tiết FPT Play, TV360 | - Nguyễn Văn Hạnh 16' - Viktor Le 19' - Prince Ibara 30' | Sân vận động: Quy Nhơn Lượng khán giả: 3.000 Trọng tài: Lê Đức Thuận |  |

| 08 tháng 5 năm 2024 | Thành phố Hồ Chí Minh                           | 2–0                                    | Đông Á Thanh Hóa | Quận 10, Thành phố Hồ Chí Minh                                            |  |
| 19:15               | - Santiago Patiño 50' 90+4' - Cheick Timité 64' | Chi tiết FPT Play, TV360, HTV Thể Thao |                  | Sân vận động: Thống Nhất Lượng khán giả: 4.000 Trọng tài: Trần Đình Thịnh |  |

| 09 tháng 5 năm 2024 | LPBank Hoàng Anh Gia Lai                        | 1–0                      | Sông Lam Nghệ An   | Pleiku, Gia Lai                                                        |  |
| 17:00               | - Đinh Thanh Bình 19' 32' - Trần Minh Vương 54' | Chi tiết FPT Play, TV360 | - Lê Văn Thành 90' | Sân vận động: Pleiku Lượng khán giả: 5.000 Trọng tài: Nguyễn Ngọc Châu |  |

| 09 tháng 5 năm 2024 | Hà Nội                   | 0–2                            | Thể Công – Viettel                                                                       | Đống Đa, Hà Nội                                                      |  |
| 19:15               | - Nguyễn Thành Chung 16' | Chi tiết FPT Play, TV360, VTV5 | - Nguyễn Hoàng Đức 21' - Trần Danh Trung 80' - Quàng Thế Tài 90' - Trương Tiến Anh 90+6' | Sân vận động: Hàng Đẫy Lượng khán giả: 6.000 Trọng tài: Đỗ Khánh Nam |  |

### Vòng 18
| 12 tháng 5 năm 2024 | Đông Á Thanh Hóa                                                         | 3–2                            | Becamex Bình Dương                                                                                                 | Thành phố Thanh Hóa, Thanh Hóa                                            |  |
| 18:00               | - Doãn Ngọc Tân 28' - Luiz Antonio 50' (ph.đ.), 84' - Rimario Gordon 53' | Chi tiết FPT Play, TV360, VTV5 | - Quế Ngọc Hải 24' - Janclesio Almeida 27' - Nguyễn Tiến Linh 37' (ph.đ.) - Charles Atshimene 79' - Hồ Sỹ Giáp 90' | Sân vận động: Thanh Hóa Lượng khán giả: 5.000 Trọng tài: Hoàng Thanh Bình |  |

| 12 tháng 5 năm 2024 | Công an Hà Nội                                   | 3–1                               | Khánh Hòa                      | Đống Đa, Hà Nội                                                          |  |
| 19:15               | - Jeferson Elias 7', 29', 40' - Phan Văn Đức 82' | Chi tiết FPT Play, TV360, HTV Key | Douglas Coutinho 90+4' (ph.đ.) | Sân vận động: Hàng Đẫy Lượng khán giả: 1.000 Trọng tài: Nguyễn Viết Duẩn |  |

| 12 tháng 5 năm 2024 | Hải Phòng                               | 0–0                      | Quảng Nam                                                | Ngô Quyền, Hải Phòng                                                 |  |
| 19:15               | - Joseph Mpande 76' - Đàm Tiến Dũng 89' | Chi tiết FPT Play, TV360 | - Trần Ngọc Hiệp 27' - Lê Xuân Tú 51' - Mạch Ngọc Hà 67' | Sân vận động: Lạch Tray Lượng khán giả: 8.000 Trọng tài: Ngô Duy Lân |  |

| 13 tháng 5 năm 2024 | LPBank Hoàng Anh Gia Lai  | 1–1                            | Thép Xanh Nam Định                                            | Pleiku, Gia Lai                                                       |  |
| 17:00               | - Jairo Rodrigues 15' 71' | Chi tiết FPT Play, TV360, VTV5 | - Tô Văn Vũ 58' - Nguyễn Phong Hồng Duy 64' - Lucas Alves 76' | Sân vận động: Pleiku Lượng khán giả: 6.000 Trọng tài: Nguyễn Mạnh Hải |  |

| 13 tháng 5 năm 2024 | Hồng Lĩnh Hà Tĩnh                          | 2–2                      | Hà Nội                                                                                                  | Thành phố Hà Tĩnh, Hà Tĩnh                                         |  |
| 18:00               | - Abdoulaye Diallo 44' - Lâm Anh Quang 62' | Chi tiết FPT Play, TV360 | - Joel Tagueu 1' - Nguyễn Hai Long 37' - Tim Hall 51' - Phạm Xuân Mạnh 72' - Trợ lý HLV Lê Đức Tuấn 89' | Sân vận động: Hà Tĩnh Lượng khán giả: 3.000 Trọng tài: Đỗ Thành Đệ |  |

| 13 tháng 5 năm 2024 | Sông Lam Nghệ An                       | 0–0                                    | Thành phố Hồ Chí Minh | Vinh, Nghệ An                                                     |  |
| 17:00               | - Trần Đình Hoàng 7' - Mario Zebic 78' | Chi tiết FPT Play, TV360, HTV Thể Thao | - Santiago Patiño 35' | Sân vận động: Vinh Lượng khán giả: 5.000 Trọng tài: Hoàng Ngọc Hà |  |

| 13 tháng 5 năm 2024 | Thể Công – Viettel                                                        | 1–1                      | MerryLand Quy Nhơn Bình Định                                                 | Đống Đa, Hà Nội                                                       |  |
| 19:15               | - Jahongir Abdumominov 10' - Nguyễn Thanh Bình 49' - Nguyễn Hữu Thắng 66' | Chi tiết FPT Play, TV360 | - Marlon Rangel 17' - Léo Artur 34' - Cao Văn Triền 43' - Nguyễn Văn Đức 58' | Sân vận động: Hàng Đẫy Lượng khán giả: 2.000 Trọng tài: Mai Xuân Hùng |  |

### Vòng 19
| 17 tháng 5 năm 2024 | Becamex Bình Dương                                                                           | 4–1                            | Công an Hà Nội                                                      | Thủ Dầu Một, Bình Dương                                             |  |
| 18:00               | - Charles Atshimene 39' - Nguyễn Tiến Linh 55' - Võ Hoàng Minh Khoa 67' 72' - Bùi Vĩ Hào 85' | Chi tiết FPT Play, TV360, VTV5 | - HLV Trưởng Trần Tiến Đại 43' - Hồ Tấn Tài 57' - Junior Fialho 79' | Sân vận động: Gò Đậu Lượng khán giả: 6.800 Trọng tài: Trần Ngọc Nhớ |  |

| 17 tháng 5 năm 2024 | Đông Á Thanh Hóa                                                                                       | 3–1                      | Quảng Nam             | Thành phố Thanh Hóa, Thanh Hóa                                            |  |
| 18:00               | - Doãn Ngọc Tân 11' 58' - Nguyễn Thái Sơn 51' - Nguyễn Thanh Long 55' - Rimario Gordon 66' - A Mít 67' | Chi tiết FPT Play, TV360 | - Paulo Conrado 90+3' | Sân vận động: Thanh Hóa Lượng khán giả: 2.000 Trọng tài: Nguyễn Viết Duẩn |  |

| 17 tháng 5 năm 2024 | Hồng Lĩnh Hà Tĩnh                                                                                                  | 2–1                                    | Thành phố Hồ Chí Minh                                                                  | Thành phố Hà Tĩnh, Hà Tĩnh                                        |  |
| 18:00               | - Vũ Viết Triều 43' - Abdoulaye Diallo 82' (ph.đ.) - Lương Xuân Trường 83' - Prince Ibara 87' - Trần Đình Tiến 89' | Chi tiết FPT Play, TV360, HTV Thể Thao | - Nguyễn Thanh Thảo 44' - Nguyễn Hạ Long 53' - Santiago Patiño 60' - Cheick Timité 61' | Sân vận động: Hà Tĩnh Lượng khán giả: 4.000 Trọng tài: Đỗ Anh Đức |  |

| 17 tháng 5 năm 2024 | Hà Nội                                                                                               | 2–0                            | LPBank Hoàng Anh Gia Lai | Đống Đa, Hà Nội                                                     |  |
| 19:15               | - Phạm Tuấn Hải 9' - Nguyễn Thành Chung 23' - Denílson 64' - Nguyễn Văn Quyết 71' - Đậu Văn Toàn 82' | Chi tiết FPT Play, TV360, HTV1 | - Châu Ngọc Quang 45+1'  | Sân vận động: Hàng Đẫy Lượng khán giả: 3.000 Trọng tài: Ngô Duy Lân |  |

| 18 tháng 5 năm 2024 | Sông Lam Nghệ An                                                                                              | 2–1                      | Khánh Hòa                                    | Vinh, Nghệ An                                                         |  |
| 17:00               | - Phan Bá Quyền 52' - Phan Xuân Đại 54' - Nguyễn Quang Vinh 56' - Lê Đình Long Vũ 89' - Trần Đình Hoàng 90+3' | Chi tiết FPT Play, TV360 | - Watz Landy Leazard 33' - Võ Ngọc Cường 40' | Sân vận động: Vinh Lượng khán giả: 5.000 Trọng tài: Nguyễn Trung Kiên |  |

| 18 tháng 5 năm 2024 | MerryLand Quy Nhơn Bình Định                  | 1–1                      | Hải Phòng                                    | Quy Nhơn, Bình Định                                                     |  |
| 18:00               | - Marlon Rangel 18' 90+2' - Mạc Hồng Quân 72' | Chi tiết FPT Play, TV360 | - Bicou Bissainthe 27' - Joseph Mpande 90+1' | Sân vận động: Quy Nhơn Lượng khán giả: 4.500 Trọng tài: Khổng Tam Cường |  |

| 18 tháng 5 năm 2024 | Thể Công – Viettel                                                                             | 2–1                            | Thép Xanh Nam Định    | Đống Đa, Hà Nội                                                   |  |
| 19:15               | - Đinh Tuấn Tài 24' - Nguyễn Đức Chiến 64' - Nguyễn Đức Hoàng Minh 84' - Trần Danh Trung 90+2' | Chi tiết FPT Play, TV360, VTV5 | - Nguyễn Văn Toàn 12' | Sân vận động: Hàng Đẫy Lượng khán giả: 8000 Trọng tài: Lê Vũ Linh |  |

### Vòng 20
| 21 tháng 5 năm 2024 | LPBank Hoàng Anh Gia Lai | 2–1                      | Hồng Lĩnh Hà Tĩnh                             | Pleiku, Gia Lai                                                     |  |
| 17:00               | - Gabriel Ferreira 58' - Đinh Thanh Bình 70' - Châu Ngọc Quang 76' - Jairo Rodrigues 84' (ph.đ.) - Trần Quang Thịnh 87' - Võ Đình Lâm 88' | Chi tiết FPT Play, TV360 | - Lâm Anh Quang 17' 43' - Nguyễn Văn Hạnh 83' | Sân vận động: Pleiku Lượng khán giả: 5.000 Trọng tài: Mai Xuân Hùng |  |

| 21 tháng 5 năm 2024 | Quảng Nam                                                                          | 2–1                                    | Becamex Bình Dương      | Cẩm Lệ, Đà Nẵng                                                          |  |
| 17:00               | - Yago Ramos 55', 72' - Hoàng Vũ Samson 57' - Trần Hoàng Hưng 59' - Lê Hải Đức 83' | Chi tiết FPT Play, TV360, HTV Thể thao | - Charles Atshimene 80' | Sân vận động: Hòa Xuân Lượng khán giả: 1.000 Trọng tài: Hoàng Thanh Bình |  |

| 21 tháng 5 năm 2024 | Hà Nội                                     | 2–1                      | Đông Á Thanh Hóa                                                        | Đống Đa, Hà Nội                                                         |  |
| 19:15               | - Nguyễn Văn Quyết 43', 79' - Tim Hall 66' | Chi tiết FPT Play, TV360 | - Luiz Antonio 7' (ph.đ.) - Đinh Tiến Thành 45+1' - Nguyễn Thái Sơn 76' | Sân vận động: Hàng Đẫy Lượng khán giả: 5.000 Trọng tài: Nguyễn Mạnh Hải |  |

| 21 tháng 5 năm 2024 | Thành phố Hồ Chí Minh | 2–1                                    | Công an Hà Nội                            | Quận 10, Thành phố Hồ Chí Minh                                            |  |
| 19:15               | - Sầm Ngọc Đức 36' - Hồ Tuấn Tài 38' - Lâm Thuận 63' - Nguyễn Thanh Khôi 71' - Patrik Lê Giang 90+5' - Ngô Tùng Quốc 90+6' | Chi tiết FPT Play, TV360, HTV Thể thao | - Huỳnh Tấn Sinh 18' - Jeferson Elias 53' | Sân vận động: Thống Nhất Lượng khán giả: 7.000 Trọng tài: Trần Đình Thịnh |  |

| 22 tháng 5 năm 2024 | Thép Xanh Nam Định   | 2–4                            | Hải Phòng                                                                 | Thành phố Nam Định, Nam Định                                               |  |
| 18:00               | - Rafaelson 55', 69' | Chi tiết FPT Play, TV360, VTV5 | - Nguyễn Hữu Sơn 2' - Lucão 31', 38', 52' (ph.đ.) - Nguyễn Đình Triệu 71' | Sân vận động: Thiên Trường Lượng khán giả: 13.000 Trọng tài: Hoàng Ngọc Hà |  |

| 22 tháng 5 năm 2024 | Khánh Hòa                                 | 0–1                      | Thể Công – Viettel                                                     | Nha Trang, Khánh Hòa                                                  |  |
| 18:00               | - Nguyễn Đức Cường 18' - Lê Duy Thanh 42' | Chi tiết FPT Play, TV360 | - Khuất Văn Khang 6' 60' - Nguyễn Hữu Thắng 18' - Nguyễn Hồng Phúc 38' | Sân vận động: 19 tháng 8 Lượng khán giả: 6.000 Trọng tài: Ngô Duy Lân |  |

| 22 tháng 5 năm 2024 | MerryLand Quy Nhơn Bình Định               | 1–2                      | Sông Lam Nghệ An                                                                   | Quy Nhơn, Bình Định                                                |  |
| 18:00               | - Alan Sebastião 18' - Adriano Schmidt 59' | Chi tiết FPT Play, TV360 | - Michael Olaha 6' - Nguyễn Quang Vinh 28' - Trần Nam Hải 67' - Mai Sỹ Hoàng 90+3' | Sân vận động: Quy Nhơn Lượng khán giả: 3.000 Trọng tài: Lê Vũ Linh |  |

### Vòng 21
| 25 tháng 5 năm 2024 | Quảng Nam          | 0–3                      | Hà Nội                                                                                           | Cẩm Lệ, Đà Nẵng                                                          |  |
| 17:00               | - Ngân Văn Đại 86' | Chi tiết FPT Play, TV360 | - Joel Tagueu 17' - Phạm Xuân Mạnh 31' - Phạm Tuấn Hải 42' - Nguyễn Văn Quyết 63' - Tim Hall 82' | Sân vận động: Hòa Xuân Lượng khán giả: 1.500 Trọng tài: Nguyễn Ngọc Châu |  |

| 25 tháng 5 năm 2024 | Thành phố Hồ Chí Minh                                                                       | 4–1                                    | LPBank Hoàng Anh Gia Lai                                                                       | Quận 10, Thành phố Hồ Chí Minh                                        |  |
| 19:15               | - Santiago Patiño 16' - Cheick Timité 60', 90+3' - Hồ Tuấn Tài 76' 85' - Uông Ngọc Tiến 83' | Chi tiết FPT Play, TV360, HTV Thể Thao | - Gabriel Ferreira 40' - Đinh Thanh Bình 44' 90+5' - CBPTKT Bùi Văn Nam 62' - Lê Văn Sơn 90+6' | Sân vận động: Thống Nhất Lượng khán giả: 4.500 Trọng tài: Ngô Duy Lân |  |

| 26 tháng 5 năm 2024 | Sông Lam Nghệ An                        | 1–0                      | Becamex Bình Dương        | Vinh, Nghệ An                                                  |  |
| 17:00               | - Michael Olaha 41' - Vương Văn Huy 88' | Chi tiết FPT Play, TV360 | - Janclesio Almeida 90+3' | Sân vận động: Vinh Lượng khán giả: 3.000 Trọng tài: Đỗ Anh Đức |  |

| 26 tháng 5 năm 2024 | Khánh Hòa                                    | 1–2                      | MerryLand Quy Nhơn Bình Định                                                      | Nha Trang, Khánh Hòa                                                   |  |
| 18:00               | - Douglas Coutinho 55' - Trần Trọng Hiếu 72' | Chi tiết FPT Play, TV360 | - Ngô Hồng Phước 43' - Huỳnh Tuấn Linh 54' - Trịnh Đức Lợi 62' - Vũ Minh Tuấn 68' | Sân vận động: 19 tháng 8 Lượng khán giả: 3.000 Trọng tài: Đỗ Khánh Nam |  |

| 26 tháng 5 năm 2024 | Đông Á Thanh Hóa                                                            | 2–5                                    | Thép Xanh Nam Định                        | Thành phố Thanh Hóa, Thanh Hóa                                         |  |
| 18:00               | - Lâm Ti Phông 15' - Nguyễn Thanh Long 38' - HLV trưởng Velizar Popov 45+2' | Chi tiết FPT Play, TV360, HTV Thể Thao | - Rafaelson 45+3', 54', 73', 79', 84' 74' | Sân vận động: Thanh Hóa Lượng khán giả: 7.000 Trọng tài: Hoàng Ngọc Hà |  |

| 26 tháng 5 năm 2024 | Công an Hà Nội                                                                                               | 1–2                            | Thể Công – Viettel | Đống Đa, Hà Nội                                                        |  |
| 19:15               | - Hoàng Văn Toản 37' - Jeferson Elias 46' - Lê Phạm Thành Long 61' - Bùi Tiến Dụng 87' - Hồ Ngọc Thắng 90+3' | Chi tiết FPT Play, TV360, VTV5 | - Pedro Henrique 13', 26' - Nguyễn Đức Chiến 15' - Đinh Tuấn Tài 56' - Nguyễn Công Phương 90+1' - Bùi Tiến Dũng 90+2' | Sân vận động: Hàng Đẫy Lượng khán giả: 12.000 Trọng tài: Mai Xuân Hùng |  |

| 26 tháng 5 năm 2024 | Hải Phòng                                                                         | 3–2                      | Hồng Lĩnh Hà Tĩnh                                                                            | Ngô Quyền, Hải Phòng                                                      |  |
| 19:15               | - Nguyễn Hữu Sơn 12' - Joseph Mpande 16' - Dương Văn Khoa 65' - Lucão 68' (ph.đ.) | Chi tiết FPT Play, TV360 | - Prince Ibara 32' (ph.đ.) - Vũ Viết Triều 59' - Nguyễn Xuân Hùng 68' - Abdoulaye Diallo 83' | Sân vận động: Lạch Tray Lượng khán giả: 8.000 Trọng tài: Nguyễn Viết Duẩn |  |

### Vòng 22
| 30 tháng 5 năm 2024 | LPBank Hoàng Anh Gia Lai                                                                 | 1–1                      | Đông Á Thanh Hóa                 | Pleiku, Gia Lai                                                        |  |
| 17:00               | - Đinh Thanh Bình 20' - Huỳnh Tấn Tài 39' - Trần Quang Thịnh 53' - Đinh Thanh Bình 90+4' | Chi tiết FPT Play, TV360 | - Luiz 28' - Đinh Tiến Thành 38' | Sân vận động: Pleiku Lượng khán giả: 4.500 Trọng tài: Nguyễn Viết Duẩn |  |

| 30 tháng 5 năm 2024 | MerryLand Quy Nhơn Bình Định                                                                        | 3–0                      | Quảng Nam                           | Quy Nhơn, Bình Định                                                 |  |
| 18:00               | - Trịnh Đức Lợi 21' - Vũ Minh Tuấn 81' - Nguyễn Văn Đức 88' - Alan 89', 90+4' - Cao Văn Triền 90+2' | Chi tiết FPT Play, TV360 | - Võ Văn Toàn 18' - Võ Ngọc Đức 44' | Sân vận động: Quy Nhơn Lượng khán giả: 3.000 Trọng tài: Ngô Duy Lân |  |

| 30 tháng 5 năm 2024 | Hồng Lĩnh Hà Tĩnh                                          | 1–0                                    | Công an Hà Nội                                             | Thành phố Hà Tĩnh, Hà Tĩnh                                          |  |
| 18:00               | - Trần Văn Bửu 9' - Vũ Quang Nam 56' - Phạm Văn Long 90+2' | Chi tiết FPT Play, TV360, HTV Thể Thao | - Hoàng Văn Toản 70' - (Trợ lý HLV) Phạm Thành Lương 90+1' | Sân vận động: Hà Tĩnh Lượng khán giả: 5.000 Trọng tài: Đỗ Khánh Nam |  |

| 30 tháng 5 năm 2024 | Thể Công – Viettel                       | 2–1                            | Hải Phòng           | Đống Đa, Hà Nội                                                       |  |
| 19:15               | - Pedro 59' - Joao 90+11' (ph.đ.) 90+11' | Chi tiết FPT Play, TV360, VTV5 | - Joseph Mpande 11' | Sân vận động: Hàng Đẫy Lượng khán giả: 4.000 Trọng tài: Trần Ngọc Nhớ |  |

| 31 tháng 5 năm 2024 | Thép Xanh Nam Định | 1–1                            | Sông Lam Nghệ An                                      | Thành phố Nam Định, Nam Định                                            |  |
| 18:00               | - Hendrio 67'      | Chi tiết FPT Play, TV360, VTV5 | - Trần Đình Hoàng 33' - Olaha 61' - Đặng Quang Tú 83' | Sân vận động: Thiên Trường Lượng khán giả: 14.000 Trọng tài: Đỗ Anh Đức |  |

| 31 tháng 5 năm 2024 | Becamex Bình Dương                                                              | 1–2                                    | Thành phố Hồ Chí Minh | Thủ Dầu Một, Bình Dương                                          |  |
| 18:00               | - Nguyễn Trần Việt Cường 65' - Onoja Joseph 75' - Atshimene Charles 89' (ph.đ.) | Chi tiết FPT Play, TV360, HTV Thể Thao | - Phan Nhật Thành Long 9' - Chu Văn Kiên 45+3' - Hoàng Vĩnh Nguyên 50' - Nguyễn Hạ Long 60' - Nguyễn Thanh Khôi 65' - Ngô Tùng Quốc 70' - (Trợ lý HLV) Hoàng Hùng 90' (STĐ) | Sân vận động: Gò Đậu Lượng khán giả: 2.500 Trọng tài: Lê Vũ Linh |  |

| 31 tháng 5 năm 2024 | Hà Nội | 5–2                      | Khánh Hòa                                                                                       | Đống Đa, Hà Nội                                                         |  |
| 19:15               | - Phạm Tuấn Hải 37' - Đào Văn Nam 43' - Đỗ Hùng Dũng 51' (ph.đ.) - Pereira 58' (ph.đ.) - Nguyễn Văn Tùng 85' | Chi tiết FPT Play, TV360 | - Nguyễn Văn Hiệp 33' - Đỗ Trường Trân 41' - Nguyễn Đức Cường 69' - Leazard 72' - Douglas 90+1' | Sân vận động: Hàng Đẫy Lượng khán giả: 2.000 Trọng tài: Nguyễn Mạnh Hải |  |

### Vòng 23
| 15 tháng 6 năm 2024 | Sông Lam Nghệ An   | 0–1                                    | Đông Á Thanh Hóa | Vinh, Nghệ An                                                         |  |
| 17:00               | Lê Văn Thành 90+5' | Chi tiết HTV Thể Thao, FPT Play, TV360 | Luiz 10'         | Sân vận động: Vinh Lượng khán giả: 4.000 Trọng tài: Nguyễn Trung Kiên |  |

| 15 tháng 6 năm 2024 | Khánh Hòa | 0–5                      | Quảng Nam                                                                               | Nha Trang, Khánh Hòa                                                  |  |
| 18:00               |           | Chi tiết FPT Play, TV360 | - Phù Trung Phong 27' - Hoàng Vũ Samson 7', 10', 63', 90+3' - Nguyễn Vũ Hoàng Dương 43' | Sân vận động: 19 tháng 8 Lượng khán giả: 800 Trọng tài: Hoàng Ngọc Hà |  |

| 15 tháng 6 năm 2024 | Hồng Lĩnh Hà Tĩnh  | 1–1                      | Thể Công – Viettel                                                                        | Thành phố Hà Tĩnh, Hà Tĩnh                                         |  |
| 18:00               | Diallo 84' (ph.đ.) | Chi tiết FPT Play, TV360 | - Jaha 45' - Pedro 68' - Đinh Tuấn Tài 82' - Nguyễn Hồng Phúc 88' - Trần Danh Trung 90+5' | Sân vận động: Hà Tĩnh Lượng khán giả: 5.500 Trọng tài: Ngô Duy Lân |  |

| 15 tháng 6 năm 2024 | Thành phố Hồ Chí Minh                   | 1–1                            | Thép Xanh Nam Định                                                                | Quận 10, Thành phố Hồ Chí Minh                                           |  |
| 19:15               | - Chu Văn Kiên 27' - Nguyễn Hạ Long 87' | Chi tiết FPT Play, HTV3, TV360 | - Dương Thanh Hào 37' - Lý Công Hoàng Anh 43' - Trần Văn Công 72' - Rafaelson 80' | Sân vận động: Thống Nhất Lượng khán giả: 6000 Trọng tài: Trần Đình Thịnh |  |

| 16 tháng 6 năm 2024 | LPBank Hoàng Anh Gia Lai | 0–1                      | MerryLand Quy Nhơn Bình Định             | Pleiku, Gia Lai                                                      |  |
| 17:00               |                          | Chi tiết FPT Play, TV360 | - Phan Ngọc Tín 40' - Alan Grafite 90+5' | Sân vận động: Pleiku Lượng khán giả: 4000 Trọng tài: Nguyễn Mạnh Hải |  |

| 16 tháng 6 năm 2024 | Hà Nội | 2–1                            | Công an Hà Nội                                                                   | Đống Đa, Hà Nội                                                   |  |
| 19:15               | - Nguyễn Văn Quyết 10' - Nguyễn Thành Chung 49' - Diederrick Joel Tagueu 52' - Lê Văn Xuân 58' - Đậu Văn Toàn 63' - Đỗ Hùng Dũng 85' 86' | Chi tiết VTV5, FPT Play, TV360 | - Geovane Magno 8' - Phan Văn Đức 29' - Vũ Văn Thanh 45+1' - Giáp Tuấn Dương 72' | Sân vận động: Hàng Đẫy Lượng khán giả: 7000 Trọng tài: Lê Vũ Linh |  |

| 16 tháng 6 năm 2024 | Hải Phòng                                    | 3–1                      | Becamex Bình Dương                             | Ngô Quyền, Hải Phòng                                                     |  |
| 19:15               | - Đặng Văn Tới 23' - Joseph Mpande 44',90+2' | Chi tiết FPT Play, TV360 | - Nguyễn Tiến Linh 49' - Charles Atshimene 59' | Sân vận động: Lạch Tray Lượng khán giả: 7000 Trọng tài: Nguyễn Đình Thái |  |

### Vòng 24
| 19 tháng 6 năm 2024 | Quảng Nam                                                       | 4–2                      | Sông Lam Nghệ An                          | Cẩm Lệ, Đà Nẵng                                                                          |  |
| 17:00               | - Lê Xuân Tú 10' - Paulo Conrado 39' - Hoàng Vũ Samson 50', 90' | Chi tiết FPT Play, TV360 | - Michael Olaha 27'' (ph.đ.), 71' (ph.đ.) | Sân vận động: Hòa Xuân Lượng khán giả: 1.500 Trọng tài: Razlan Joffri Bin Ali (Malaysia) |  |

| 19 tháng 6 năm 2024 | Đông Á Thanh Hóa     | 1–1                      | Khánh Hòa                                        | Thành phố Thanh Hóa, Thanh Hóa                                      |  |
| 18:00               | - Rimario Gordon 85' | Chi tiết FPT Play, TV360 | - Nguyễn Hoàng Quốc Chí 23' - Watz Leazard 45+4' | Sân vận động: Thanh Hóa Lượng khán giả: 1.000 Trọng tài: Đỗ Anh Đức |  |

| 19 tháng 6 năm 2024 | Thể Công – Viettel | 0–0                            | Thành phố Hồ Chí Minh | Đống Đa, Hà Nội                                                       |  |
| 19:15               |                    | Chi tiết FPT Play, TV360, HTV3 |                       | Sân vận động: Hàng Đẫy Lượng khán giả: 5.000 Trọng tài: Mai Xuân Hùng |  |

| 20 tháng 6 năm 2024 | Thép Xanh Nam Định                         | 1–0                            | Hồng Lĩnh Hà Tĩnh                        | Thành phố Nam Định, Nam Định                                                  |  |
| 18:00               | - Trần Văn Đạt 32' - Rafaelson 90+4' 90+4' | Chi tiết FPT Play, TV360, HTV3 | - Prince Ibara 22' - Vũ Viết Triều 90+2' | Sân vận động: Thiên Trường Lượng khán giả: 12.000 Trọng tài: Nguyễn Viết Duẩn |  |

| 20 tháng 6 năm 2024 | Becamex Bình Dương | 0–1                      | LPBank Hoàng Anh Gia Lai                                                           | Thủ Dầu Một, Bình Dương                                               |  |
| 18:00               | - Joseph Onoja 12' | Chi tiết FPT Play, TV360 | - Jairo Rodrigues 25' - Nguyễn Quốc Việt 28' - Bùi Tiến Dũng 55' - Võ Đình Lâm 77' | Sân vận động: Gò Đậu Lượng khán giả: 2.500 Trọng tài: Trần Đình Thịnh |  |

| 20 tháng 6 năm 2024 | MerryLand Quy Nhơn Bình Định                      | 4–2                      | Hà Nội                      | Quy Nhơn, Bình Định                                                               |  |
| 18:00               | - Alan Sebastião 57', 60', 87' - Vũ Minh Tuấn 84' | Chi tiết FPT Play, TV360 | - Nguyễn Văn Quyết 39', 72' | Sân vận động: Quy Nhơn Lượng khán giả: 6.000 Trọng tài: Wiwat Jumpaoon (Thái Lan) |  |

| 20 tháng 6 năm 2024 | Công an Hà Nội | 5–1                            | Hải Phòng                                                               | Đống Đa, Hà Nội                                                       |  |
| 19:15               | - Jeferson Elias 34', 84' - HLV Thể lực Paulo Alexandre Ribeiro De Oliveira 45' - Hồ Tấn Tài 46' - Joseph Mpande 61' (l.n.) - Nguyễn Quang Hải 67' - Lê Phạm Thành Long 73' | Chi tiết FPT Play, TV360, VTV5 | - Triệu Việt Hưng 20' - Nguyễn Tuấn Anh 25' - Joseph Mpande 42' (ph.đ.) | Sân vận động: Hàng Đẫy Lượng khán giả: 7.000 Trọng tài: Trần Ngọc Nhớ |  |

### Vòng 25
| 25 tháng 6 năm 2024 | Sông Lam Nghệ An | 1–1                      | Hồng Lĩnh Hà Tĩnh | Vinh, Nghệ An                                                      |  |
| 17:00               |                  | Chi tiết FPT Play, TV360 |                   | Sân vận động: Vinh Lượng khán giả: 10.000 Trọng tài: Hoàng Ngọc Hà |  |

| 25 tháng 6 năm 2024 | Công an Hà Nội | 5–0                            | LPBank Hoàng Anh Gia Lai | Đống Đa, Hà Nội                                                                    |  |
| 17:00               |                | Chi tiết FPT Play, TV360, VTV5 |                          | Sân vận động: Hàng Đẫy Lượng khán giả: 2.000 Trọng tài: Usaid Bin Jamal (Malaysia) |  |

| 25 tháng 6 năm 2024 | Thành phố Hồ Chí Minh | 1–0                                    | Quảng Nam | Quận 10, Thành phố Hồ Chí Minh                                        |  |
| 17:00               |                       | Chi tiết FPT Play, TV360, HTV Thể Thao |           | Sân vận động: Thống Nhất Lượng khán giả: 4.000 Trọng tài: Đỗ Thành Đệ |  |

| 25 tháng 6 năm 2024 | Hải Phòng | 0–1                               | Hà Nội | Ngô Quyền, Hải Phòng                                                   |  |
| 17:00               |           | Chi tiết FPT Play, TV360, VTV5TNB |        | Sân vận động: Lạch Tray Lượng khán giả: 6.000 Trọng tài: Mai Xuân Hùng |  |

| 25 tháng 6 năm 2024 | Thép Xanh Nam Định | 5–1                            | Khánh Hòa | Thành phố Nam Định, Nam Định                                                  |  |
| 17:00               |                    | Chi tiết FPT Play, TV360, HTV3 |           | Sân vận động: Thiên Trường Lượng khán giả: 30.000 Trọng tài: Nguyễn Ngọc Châu |  |

| 25 tháng 6 năm 2024 | Becamex Bình Dương | 1–1                      | MerryLand Quy Nhơn Bình Định | Thủ Dầu Một, Bình Dương                                               |  |
| 17:00               |                    | Chi tiết FPT Play, TV360 |                              | Sân vận động: Gò Đậu Lượng khán giả: 3.000 Trọng tài: Khổng Tam Cường |  |

| 25 tháng 6 năm 2024 | Đông Á Thanh Hóa | 0–5                      | Thể Công – Viettel | Thành phố Thanh Hóa, Thanh Hóa                                            |  |
| 17:00               |                  | Chi tiết FPT Play, TV360 |                    | Sân vận động: Thanh Hóa Lượng khán giả: 3.000 Trọng tài: Hoàng Thanh Bình |  |

### Vòng 26
| 30 tháng 6 năm 2024 | Thể Công – Viettel | 0–2                      | Sông Lam Nghệ An | Ngô Quyền, Hải Phòng                                                     |  |
| 17:00               |                    | Chi tiết FPT Play, TV360 |                  | Sân vận động: Lạch Tray Lượng khán giả: 5.000 Trọng tài: Trần Đình Thịnh |  |

| 30 tháng 6 năm 2024 | Hà Nội | 3–3                                    | Becamex Bình Dương | Đống Đa, Hà Nội                                                         |  |
| 17:00               |        | Chi tiết FPT Play, TV360, HTV Thể Thao |                    | Sân vận động: Hàng Đẫy Lượng khán giả: 5.000 Trọng tài: Trần Đình Thịnh |  |

| 30 tháng 6 năm 2024 | LPBank Hoàng Anh Gia Lai | 2–1                               | Hải Phòng | Pleiku, Gia Lai                                                     |  |
| 17:00               |                          | Chi tiết FPT Play, TV360, VTV5TNB |           | Sân vận động: Pleiku Lượng khán giả: 5.000 Trọng tài: Mai Xuân Hùng |  |

| 30 tháng 6 năm 2024 | Khánh Hòa | 0–1                            | Thành phố Hồ Chí Minh | Nha Trang, Khánh Hòa                                                  |  |
| 17:00               |           | Chi tiết FPT Play, TV360, HTV3 |                       | Sân vận động: 19 tháng 8 Lượng khán giả: 3.000 Trọng tài: Đỗ Thành Đệ |  |

| 30 tháng 6 năm 2024 | MerryLand Quy Nhơn Bình Định | 4–1                      | Công an Hà Nội | Quy Nhơn, Bình Định                                                      |  |
| 17:00               |                              | Chi tiết FPT Play, TV360 |                | Sân vận động: Quy Nhơn Lượng khán giả: 9.000 Trọng tài: Nguyễn Ngọc Châu |  |

| 30 tháng 6 năm 2024 | Quảng Nam | 1–3                            | Thép Xanh Nam Định | Cẩm Lệ, Đà Nẵng                                                      |  |
| 17:00               |           | Chi tiết FPT Play, TV360, VTV5 |                    | Sân vận động: Hòa Xuân Lượng khán giả: 2.000 Trọng tài: Lê Đức Thuận |  |

| 30 tháng 6 năm 2024 | Hồng Lĩnh Hà Tĩnh | 0–0                      | Đông Á Thanh Hóa | Thành phố Hà Tĩnh, Hà Tĩnh                                               |  |
| 17:00               |                   | Chi tiết FPT Play, TV360 |                  | Sân vận động: Hà Tĩnh Lượng khán giả: 7.000 Trọng tài: Nguyễn Trung Kiên |  |